# البرازيل في الألعاب البارالمبية الصيفية 2024
نافست البرازيل في دورة الألعاب البارالمبية الصيفية 2024 في باريس، فرنسا، من 28 أغسطس إلى 8 سبتمبر 2024.
كان الحائزان على الميدالية الذهبية البارالمبية في دورة الألعاب البارالمبية الصيفية 2020، السباح غابرييل أراوخو والرياضية البارالمبية إليزابيث جوميز ‏، حاملي علم البلاد في حفل الافتتاح. وفي الوقت نفسه، كان أبطال الألعاب البارالمبية، المتسابق البارالمبي فرناندو روفينو والسباحة كارولينا سانتياغو، حاملي علم البلاد خلال حفل الختام.

## الحائزون على الميداليات
| الميدالية | الاسم | الرياضة               | الحدث                                          | التاريخ  |
| --------- | --- | --------------------- | ---------------------------------------------- | -------- |
| ذهبية     | جابرييل أراوجو | السباحة               | سباق 100 متر ظهر رجال S2                       | 29 أغسطس |
| ذهبية     | جوليو سيسار أغريبينو | ألعاب القوى           | سباق 5000 متر رجال T11                         | 30 أغسطس |
| ذهبية     | ريكاردو مندونسا | ألعاب القوى           | سباق 100 متر رجال T37                          | 30 أغسطس |
| ذهبية     | بتروسيو فيريرا | ألعاب القوى           | سباق 100 متر رجال T47                          | 30 أغسطس |
| ذهبية     | آنا كارولينا مورا | التايكوندو            | وزن 65 كجم سيدات                               | 30 أغسطس |
| ذهبية     | كارولينا سانتياغو | السباحة               | سباق 100 متر ظهر سيدات S12                     | 31 أغسطس |
| ذهبية     | جابرييل أراوجو | السباحة               | سباق 50 متر ظهر رجال S2                        | 31 أغسطس |
| ذهبية     | فيرناندا يارا دا سيلفا | ألعاب القوى           | سباق 400 متر سيدات T47                         | 31 أغسطس |
| ذهبية     | كلوديني باتيستا | ألعاب القوى           | رمي القرص رجال F56                             | 2 سبتمبر |
| ذهبية     | كارولينا سانتياغو | السباحة               | سباحة حرة 50 متر سيدات S13                     | 2 سبتمبر |
| ذهبية     | جابرييل أراوجو | السباحة               | سباحة حرة 200 متر رجال S2                      | 2 سبتمبر |
| ذهبية     | اليزابيث غوميس | ألعاب القوى           | رمي القرص سيدات F53                            | 2 سبتمبر |
| ذهبية     | يلتسين جاك | ألعاب القوى           | سباق 1500 متر رجال T11                         | 3 سبتمبر |
| ذهبية     | جيروزا جيبر | ألعاب القوى           | سباق 100 متر سيدات T11                         | 3 سبتمبر |
| ذهبية     | كارولينا سانتياغو | السباحة               | سباق 100 متر سباحة حرة سيدات S12               | 4 سبتمبر |
| ذهبية     | تاليسون جلوك | السباحة               | سباق 400 متر سباحة حرة للرجال S6               | 6 سبتمبر |
| ذهبية     | ألانا مالدونادو | الجودو                | سيدات 70 كجم J2                                | 6 سبتمبر |
| ذهبية     | رايان سواريز دا سيلفا | ألعاب القوى           | سيدات 400 متر T13                              | 7 سبتمبر |
| ذهبية     | ماريانا داندريا | رفع الأثقال           | سيدات 73 كجم                                   | 7 سبتمبر |
| ذهبية     | آرثر كافالكانتي دا سيلفا | الجودو                | رجال 90 كجم J1                                 | 7 سبتمبر |
| ذهبية     | ويليانز سيلفا دي أراوجو | الجودو                | رجال +90 كجم J1                                | 7 سبتمبر |
| ذهبية     | ريبكا دي سوزا | الجودو                | سيدات +70 كجم J2                               | 7 سبتمبر |
| ذهبية     | جيروزا جيبر دوس سانتوس | ألعاب القوى           | سيدات 200 متر T11                              | 7 سبتمبر |
| ذهبية     | تايانا ميديروس | رفع الأثقال           | سيدات 86 كجم                                   | 8 سبتمبر |
| ذهبية     | فرناندو روفينو | الكانوي البارالمبي    | رجال VL2                                       | 8 سبتمبر |
| فضية      | فيليبي رودريغز | السباحة               | رجال 50 متر حرة S10                            | 29 أغسطس |
| فضية      | تاليتا سيمبليسيو | ألعاب القوى           | سيدات 400 متر T11                              | 31 أغسطس |
| فضية      | وينديل بيلارمينو بيريرا | السباحة               | رجال 50 متر حرة S11                            | 31 أغسطس |
| فضية      | جويفرسون مارينيو دي أوليفيرا | ألعاب القوى           | رجال 100 متر T12                               | 31 أغسطس |
| فضية      | ألكسندر غالغاني | الرماية               | R5 مختلط بندقية هوائية 10 متر وضع الانبطاح SH2 | 1 سبتمبر |
| فضية      | إليزابيث رودريغيز غوميش | ألعاب القوى           | دفع الجلة للسيدات F54                          | 2 سبتمبر |
| فضية      | رونان كورديرو | الترياثلون البارالمبي | رجال PTS5                                      | 2 سبتمبر |
| فضية      | ديبورا كارنييرو | السباحة               | 100 متر سباحة صدر سيدات SB14                   | 2 سبتمبر |
| فضية      | آسر راموس | ألعاب القوى           | الوثب الطويل للرجال T36                        | 2 سبتمبر |
| فضية      | رايسا روشا ماشادو | ألعاب القوى           | رمي الرمح للسيدات F56                          | 3 سبتمبر |
| فضية      | رايان سواريز دا سيلفا | ألعاب القوى           | سيدات 100 متر T13                              | 3 سبتمبر |
| فضية      | بارتولوميو شافيس | ألعاب القوى           | رجال 400 متر T37                               | 4 سبتمبر |
| فضية      | باتريسيا بيريرا | السباحة               | 50 متر سباحة صدر سيدات SB3                     | 4 سبتمبر |
| فضية      | دوغلاس ماتيرا ماتيوس رايني كارولينا سانتياغو لوسيليني دا سيلفا سوزا | السباحة               | تتابع حر مختلط 4 × 100 متر 49 نقطة             | 4 سبتمبر |
| فضية      | وانا هيلينا بريتو | ألعاب القوى           | دفع الجلة للسيدات F32                          | 4 سبتمبر |
| فضية      | تاليسون غلوك | السباحة               | 100 متر سباحة حرة رجال S6                      | 5 سبتمبر |
| فضية      | كارولينا سانتياغو | السباحة               | 100 متر سباحة صدر سيدات SB12                   | 5 سبتمبر |
| فضية      | سيسيليا جيرونيمو دي أراووجو | السباحة               | سباحة حرة 50 متر سيدات S8                      | 5 سبتمبر |
| فضية      | بريندا سوزا | الجودو                | سيدات 70 كجم J1                                | 6 سبتمبر |
| فضية      | غابرييل بانديدا | السباحة               | 100 متر ظهر للرجال S14                         | 6 سبتمبر |
| فضية      | زيليدي كاسيانو دا سيلفا | ألعاب القوى           | القفز الطويل للسيدات T20                       | 6 سبتمبر |
| فضية      | تياغو باولينو دوس سانتوس | ألعاب القوى           | دفع الجلة للرجال F57                           | 6 سبتمبر |
| فضية      | ريكاردو مندونسا | ألعاب القوى           | رجال 200 متر T37                               | 7 سبتمبر |
| فضية      | لويس كارلوس كاردوزو | الكانوي البارالمبي    | رجال KL1                                       | 7 سبتمبر |
| فضية      | إريكا زواگا | الجودو                | سيدات +70 كجم J1                               | 7 سبتمبر |
| فضية      | إيغور توفاليني | الكانوي البارالمبي    | رجال VL2                                       | 8 سبتمبر |
| برونزية   | غابرييل بانديدا | السباحة               | 100 متر فراشة رجال S14                         | 29 أغسطس |
| برونزية   | يلتسين جاكيس | ألعاب القوى           | رجال 5000 متر T11                              | 30 أغسطس |
| برونزية   | كاتيا أوليفيرا جويـس أوليفيرا | تنس الطاولة           | زوجي السيدات WD5                               | 30 أغسطس |
| برونزية   | تاليسون غلوك | السباحة               | 200 متر فردي متنوع للرجال SM6                  | 30 أغسطس |
| برونزية   | جيوفانا بوسكولو | ألعاب القوى           | رمي الهراوة للسيدات F32                        | 30 أغسطس |
| برونزية   | تاليسون غلوك باتريسيا بيريرا ليديا فييرا دا كروز دانيال كزافيير صموئيل دي أوليفيرا | السباحة               | تتابع حر مختلط 4 × 50 متر 20 نقطة              | 30 أغسطس |
| برونزية   | سيلفانا فيرنانديز | التايكوندو            | سيدات 57 كجم                                   | 30 أغسطس |
| برونزية   | برونا ألكساندر دانييل راوين | تنس الطاولة           | زوجي سيدات WD20                                | 31 أغسطس |
| برونزية   | لويس مانارا كلوديو ماساد | تنس الطاولة           | زوجي رجال MD18                                 | 31 أغسطس |
| برونزية   | ماريا كلارا أغوستو | ألعاب القوى           | سيدات 400 متر T47                              | 31 أغسطس |
| برونزية   | سيسيرو نوبري | ألعاب القوى           | رمي الرمح للرجال F57                           | 31 أغسطس |
| برونزية   | ليديا فييرا دا كروز | السباحة               | 150 متر فردي متنوع سيدات SM4                   | 1 سبتمبر |
| برونزية   | آرثر كزافيير ريبييرو غابرييل بانديدا بياتريس كارنييرو آنا كارولينا سواريز | السباحة               | تتابع حر مختلط 4 × 100 متر S14                 | 1 سبتمبر |
| برونزية   | أندريه روشا | ألعاب القوى           | رمي القرص للرجال F52                           | 1 سبتمبر |
| برونزية   | بياتريس كارنييرو | السباحة               | سباحة صدر 100 متر سيدات SB14                   | 2 سبتمبر |
| برونزية   | فينيسيوس رودريغز | ألعاب القوى           | رجال 100 متر T63                               | 2 سبتمبر |
| برونزية   | فيتور تافاريس | الريشة الطائرة        | فردي رجال SH6                                  | 2 سبتمبر |
| برونزية   | خوليو سيزار أغريبينو | ألعاب القوى           | رجال 1500 متر T11                              | 3 سبتمبر |
| برونزية   | برونا ألكساندر | تنس الطاولة           | فردي سيدات WS10                                | 3 سبتمبر |
| برونزية   | ماريانا ريبييرو | السباحة               | سباق 100 متر ظهر للسيدات S9                    | 3 سبتمبر |
| برونزية   | مايارا بيتزولد | السباحة               | سباحة 50 متر فراشة للسيدات S6                  | 3 سبتمبر |
| برونزية   | لورينا سبولادوري | ألعاب القوى           | سيدات 100 متر T11                              | 3 سبتمبر |
| برونزية   | ماتياس إفانجيليستا | ألعاب القوى           | الوثب الطويل للرجال T37                        | 3 سبتمبر |
| برونزية   | لارا أباريثيدا دي ليما | رفع الأثقال           | سيدات 41 كجم                                   | 4 سبتمبر |
| برونزية   | فيرونيكا هيبوليتو | ألعاب القوى           | سيدات 100 متر T36                              | 4 سبتمبر |
| برونزية   | أريوسفالدو فيرنانديس | ألعاب القوى           | رجال 100 متر T53                               | 4 سبتمبر |
| برونزية   | ماريانا ريبييرو | السباحة               | سباق 100 متر ظهر للسيدات S9                    | 4 سبتمبر |
| برونزية   | منتخب البرازيل كرة الهدف للرجال - أندريه دانتاس - إمرسون إرنستو - روماريو ماركيز - ليومن مورينو - باولو ساتورنينو - جوسيمارسيو سوزا                                                                                   | كرة الهدف             | بطولة الرجال                                   | 5 سبتمبر |
| برونزية   | روسيكلادي أندرادي | الجودو                | سيدات 48 كجم J1                                | 5 سبتمبر |
| برونزية   | أنتونيا كيلا دا سيلفا | ألعاب القوى           | سيدات 1500 متر T20                             | 6 سبتمبر |
| برونزية   | ماريا دي فاتيما كاسترو | رفع الأثقال           | سيدات 67 كجم                                   | 6 سبتمبر |
| برونزية   | كريستيان غابرييل كوستا | ألعاب القوى           | رجال 200 متر T37                               | 7 سبتمبر |
| برونزية   | أنطونيا كيلا دا سيلفا | ألعاب القوى           | الوثب الطويل للرجال T13                        | 7 سبتمبر |
| برونزية   | ميكياس رودريغز | الكانوي البارالمبي    | رجال KL3                                       | 7 سبتمبر |
| برونزية   | مارسيلو كاسانوفا | الجودو                | رجال 90 كجم J2                                 | 7 سبتمبر |
| برونزية   | البرازيل المنتخب الوطني لكرة القدم للمكفوفين - لوان غونسالفيس - مايكون جونيور - كاسيو لوبيز - جونتان دا سيلفا - جيفيرسون غونسالفيس - رايموندو نوناتو - تياغو دا سيلفا - ريكاردو ألفيس - جارديل سواريز - ماثيوس بوموسا | كرة القدم الخماسية    | بطولة الرجال                                   | 7 سبتمبر |
| برونزية   | ليديا فييرا دا كروز | السباحة               | 50 متر سباحة ظهر سيدات S4                      | 7 سبتمبر |
| برونزية   | توماز روان دي مورايش | ألعاب القوى           | رجال 400 متر T47                               | 7 سبتمبر |

| الرياضة               | الأول | الثاني | الثالث | المجموع |
| ألعاب القوى           | 10    | 11     | 15     | 36      |
| السباحة               | 7     | 9      | 10     | 26      |
| الجودو                | 4     | 2      | 2      | 8       |
| رفع الأثقال           | 2     | 0      | 2      | 4       |
| الكانوي البارالمبي    | 1     | 2      | 1      | 4       |
| التايكوندو            | 1     | 0      | 1      | 2       |
| الرماية               | 0     | 1      | 0      | 1       |
| الترياثلون البارالمبي | 0     | 1      | 0      | 1       |
| تنس الطاولة           | 0     | 0      | 4      | 3       |
| الريشة الطائرة        | 0     | 0      | 1      | 1       |
| كرة القدم للمكفوفين   | 0     | 0      | 1      | 1       |
| كرة الهدف             | 0     | 0      | 1      | 1       |
| المجموع               | 25    | 26     | 38     | 89      |

| الجنس   | الأول | الثاني | الثالث | المجموع |
| إناث    | 13    | 12     | 18     | 43      |
| ذكور    | 12    | 12     | 18     | 42      |
| مختلط   | 0     | 2      | 2      | 4       |
| المجموع | 25    | 26     | 38     | 89      |

| اليوم    | الأول | الثاني | الثالث | المجموع |
| 29 أغسطس | 1     | 1      | 1      | 3       |
| 30 أغسطس | 4     | 0      | 5      | 9       |
| 31 أغسطس | 3     | 3      | 5      | 11      |
| 1 سبتمبر | 0     | 1      | 3      | 4       |
| 2 سبتمبر | 4     | 4      | 3      | 11      |
| 3 سبتمبر | 2     | 2      | 6      | 10      |
| 4 سبتمبر | 1     | 4      | 4      | 9       |
| 5 سبتمبر | 0     | 3      | 2      | 5       |
| 6 سبتمبر | 2     | 4      | 2      | 8       |
| 7 سبتمبر | 6     | 3      | 7      | 16      |
| 8 سبتمبر | 2     | 1      | 0      | 3       |
| المجموع  | 25    | 26     | 38     | 89      |

### الحائزون على ميداليات متعددة
فاز المتسابق التالي بميداليات متعددة في دورة الألعاب البارالمبية 2024.
| الاسم                | الميدالية                           | الرياضة     | الحدث |
| -------------------- | ----------------------------------- | ----------- | --- |
| كارولينا سانتياغو    | ذهبية · ذهبية · ذهبية · فضية · فضية | السباحة     | سباحة الظهر 100 متر سيدات (S12) سباحة حرة 50 متر سيدات (S13) سباحة حرة 100 متر سيدات (S12) سباق تتابع 4 × 100 متر حرة مختلط (49 نقطة) سباحة صدر 100 متر سيدات (SB12) |
| غابرييل أراوخو       | ذهبية · ذهبية · ذهبية               | السباحة     | 100 متر ظهر رجال (S2) 50 متر ظهر رجال (S2) 200 متر حرة رجال (S2) |
| ريكاردو مندونسا      | ذهبية · فضية                        | ألعاب القوى | 100 متر رجال (T37) 200 متر رجال (T37) |
| خوليو سيزار أغريبينو | ذهبية · برونزية                     | ألعاب القوى | 5000 متر رجال (T11) 1500 متر رجال (T11) |
| يلتسين جاكيس         | ذهبية · برونزية                     | ألعاب القوى | 1500 متر رجال (T11) 5000 متر رجال (T11) |
| برونا ألكسندر        | برونزية · برونزية                   | تنس الطاولة | زوجي السيدات (WD20) فردي السيدات (WS10) |

## المنافسون
فيما يلي قائمة بأعداد المتنافسين في الألعاب. يُرجى العلم بأنه لا يُحتسب لاعبو الاحتياط في بعض الرياضات:
| الرياضة                         | الرجال | السيدات | المجموع |
| ------------------------------- | ------ | ------- | ------- |
| النبالة                         | 3      | 2       | 5       |
| ألعاب القوى                     | 38     | 33      | 71      |
| الريشة الطائرة                  | 2      | 1       | 3       |
| كرة القدم الخماسية              | 10     | —       | 10      |
| بوتشيا                          | 5      | 4       | 9       |
| ركوب الدراجات                   | 3      | 3       | 6       |
| الفروسية                        | 2      | 0       | 2       |
| كرة الهدف                       | 6      | 6       | 12      |
| الجودو                          | 7      | 8       | 15      |
| الكانو                          | 4      | 4       | 8       |
| الترياثلون                      | 1      | 2       | 3       |
| رفع الأثقال                     | 4      | 7       | 11      |
| التجديف                         | 3      | 4       | 7       |
| الرماية                         | 2      | 0       | 2       |
| الكرة الطائرة بوضعية الجلوس     | 12     | 12      | 24      |
| السباحة                         | 21     | 16      | 37      |
| تنس الطاولة                     | 6      | 9       | 15      |
| التايكوندو                      | 2      | 4       | 6       |
| المبارزة على الكراسي المتحركة   | 4      | 3       | 7       |
| كرة المضرب على الكراسي المتحركة | 4      | 0       | 4       |
| المجموع                         | 138    | 117     | 255     |

## النبالة
حصل رماة البارالمبياد البرازيليون على مكان في حصة الفريق المختلط، وحدث W1 للرجال والقوس المنحني للرجال، وذلك بفضل نتائجهم في بطولة العالم للرماية البارالمبية 2023 في بلزن، جمهورية التشيك، الألعاب البارا أمريكية 2023 في سانتياغو، تشيلي؛ وفي بطولة التصفيات العالمية 2024 في دبي، الإمارات العربية المتحدة.
للرجال
| الرياضي         | الحدث                        | الجولة الترتيبية | الجولة الترتيبية | دور الـ32                                       | دور الـ16                               | ربع النهائي     | نصف النهائي     | النهائيات       | النهائيات |
| الرياضي         | الحدث                        | النتيجة          | البذرة           | المنافس النتيجة                                 | المنافس النتيجة                         | المنافس النتيجة | المنافس النتيجة | المنافس النتيجة | الترتيب   |
| --------------- | ---------------------------- | ---------------- | ---------------- | ----------------------------------------------- | --------------------------------------- | --------------- | --------------- | --------------- | --------- |
| يوجينيو فرانكو  | الفردي W1                    | 627              | 11               | —                                               | تابانسكي (الولايات المتحدة) · خ 135–142 | لم يتأهل        | لم يتأهل        | لم يتأهل        | لم يتأهل  |
| رينالدو شاراو   | الفردي المركب المفتوح        | 685              | 20               | مايكل ماير (كاهن كاثوليكي) (النمسا) · خ 122–137 | لم يتأهل                                | لم يتأهل        | لم يتأهل        | لم يتأهل        | لم يتأهل  |
| لوسيانو ريزيندي | الفردي القوس المنحني المفتوح | 495              | 29               | سافاش (تركيا) · خ 0–6                           | لم يتأهل                                | لم يتأهل        | لم يتأهل        | لم يتأهل        | لم يتأهل  |

للسيدات
| الرياضية       | الحدث                 | الجولة الترتيبية | الجولة الترتيبية | دور الـ32                      | دور الـ16                             | ربع النهائي                           | نصف النهائي     | النهائيات       | النهائيات |
| الرياضية       | الحدث                 | النتيجة          | البذرة           | المنافس النتيجة                | المنافس النتيجة                       | المنافس النتيجة                       | المنافس النتيجة | المنافس النتيجة | الترتيب   |
| -------------- | --------------------- | ---------------- | ---------------- | ------------------------------ | ------------------------------------- | ------------------------------------- | --------------- | --------------- | --------- |
| جوليانا فيريرا | الفردي W1             | 503              | 11               | —                              | كينغستون (بريطانيا العظمى) · خ 77–128 | لم تتأهل                              | لم تتأهل        | لم تتأهل        | 9         |
| جين كارلا غوغل | الفردي المركب المفتوح | 691              | 5                | بانتيلوك (الفلبين) · ف 143–127 | تشو (الصين) · ف 139–136               | غرينهام (بريطانيا العظمى) · خ 141–143 | لم تتأهل        | لم تتأهل        | 5         |

مختلط
| الرياضي                       | الحدث                | الجولة الترتيبية | الجولة الترتيبية | دور الـ16                   | ربع النهائي                      | نصف النهائي     | النهائيات       | النهائيات |
| الرياضي                       | الحدث                | النتيجة          | البذرة           | المنافس النتيجة             | المنافس النتيجة                  | المنافس النتيجة | المنافس النتيجة | الترتيب   |
| ----------------------------- | -------------------- | ---------------- | ---------------- | --------------------------- | -------------------------------- | --------------- | --------------- | --------- |
| يوجينيو فرانكو جوليانا فيريرا | الفرق المختلط W1     | 1130             | 7                | —                           | جمهورية التشيك (CZE) · خ 121–144 | لم يتأهلوا      | لم يتأهلوا      | 7         |
| رينالدو شاراو جين كارلا غوغل  | الفرق المختلط المركب | 1376             | 5                | كوستاريكا (CRC) · ف لم يبدأ | إيران (IRI) · خ 151–153          | لم يتأهلوا      | لم يتأهلوا      | 6         |

## ألعاب قوى
حقق رياضيو ألعاب القوى البارالمبية البرازيليون مراكزهم في المنافسات التالية بناءً على نتائجهم في بطولتي العالم 2023 و2024، أو من خلال تخصيص الأداء العالي، شريطة استيفائهم لمعايير القبول الدنيا (MES). أُعلن عن القائمة الكاملة في 11 يوليو 2024.
- ملاحظة – الترتيب في سباقات المضمار يُعطى ضمن حرارة الرياضي فقط
- Q = تأهل إلى الجولة التالية
- q = تأهل إلى الجولة التالية كأسرع خاسر أو، في مسابقات الميدان، بالترتيب دون تحقيق الهدف التأهيلي
- DQ = تم استبعاد الرياضي
- PR = رقم قياسي بارالمبي
- AR = رقم قياسي قاري (إقليمي)
- NR = رقم قياسي وطني
- SB = أفضل أداء في الموسم
- N/A = الجولة غير مطبقة في هذا الحدث
- Bye = الرياضي غير مطالب بالمشاركة في هذه الجولة

أحداث المضمار والطريق
للرجال
| اللاعب                      | الحدث      | التصفيات | التصفيات | نصف النهائي | نصف النهائي | النهائي  | النهائي  |
| اللاعب                      | الحدث      | النتيجة  | الترتيب  | النتيجة     | الترتيب     | النتيجة  | الترتيب  |
| --------------------------- | ---------- | -------- | -------- | ----------- | ----------- | -------- | -------- |
| فيليبي غوميز                | 100 م T11  | 11.69    | 3        | لم يتأهل    | لم يتأهل    | لم يتأهل | لم يتأهل |
| دانيال سيلفا                | 100 م T11  | 11.73    | 3        | لم يتأهل    | لم يتأهل    | لم يتأهل | لم يتأهل |
| ماركوس فينيسيوس دي أوليفيرا | 100 م T12  | 11.61    | 3        | لم يتأهل    | لم يتأهل    | لم يتأهل | لم يتأهل |
| جوفيرسون مارينيو            | 100 م T12  | 11.01    | 2 ت      | —           | —           | 10.84    | الثاني   |
| كيسلي تيودورو               | 100 م T12  | 11.16    | 2        | لم يتأهل    | لم يتأهل    | لم يتأهل | لم يتأهل |
| فابيو بوردينيون             | 100 م T35  | —        | —        | —           | —           | 12.41    | 8        |
| هنريك ناسيمنتو              | 100 م T35  | —        | —        | —           | —           | 11.85    | 4        |
| آسر ماتيوس راموس            | 100 م T36  | 12.45    | 3 ت      | —           | —           | 12.38    | 7        |
| كريستيان غابرييل لويس       | 100 م T37  | 11.38    | 3 ت      | —           | —           | 11.45    | 4        |
| ريكاردو ميندونسا            | 100 م T37  | 11.07    | 1 ت      | —           | —           | 11.07    | الأول    |
| إدسون بينهيرو               | 100 م T37  | 11.33    | 1 ت      | —           | —           | 11.47    | 5        |
| ماثيوس دي ليما              | 100 م T44  | —        | —        | —           | —           | 12.15    | 9        |
| بتروتشيو فيريرا             | 100 م T47  | 10.90    | 2 ت      | —           | —           | 10.68    | الأول    |
| واشنطن جونيور               | 100 م T47  | 10.83    | 4 ت      | —           | —           | 10.86    | 5        |
| لوكاس بيريرا                | 100 م T47  | 10.84    | 5 ت      | —           | —           | 10.93    | =6       |
| أريوسفالدو فرنانديز         | 100 م T53  | 15.19    | 1 ت      | —           | —           | 15.08    | الثالث   |
| فينيسيوس رودريغيز           | 100 م T63  | 12.24    | 3 ت      | —           | —           | 12.10    | الثالث   |
| واليسون فورتيز              | 100 م T64  | 11.43    | 7        | لم يتأهل    | لم يتأهل    | لم يتأهل | لم يتأهل |
| آلان فونتليس                | 100 م T64  | 11.22    | 5 ت      | —           | —           | 11.22    | 8        |
| فابيو بوردينيون             | 200 م T35  | —        | —        | —           | —           | 29.71    | 9        |
| هنريك ناسيمنتو              | 200 م T35  | —        | —        | —           | —           | 24.14    | 4        |
| بارتولوميو تشافيس           | 200 م T37  | 23.53    | 2 ت      | —           | —           | 23.22    | 4        |
| كريستيان غابرييل لويس       | 200 م T37  | 23.05    | 1 ت      | —           | —           | 22.74    | الثالث   |
| ريكاردو ميندونسا            | 200 م T37  | 23.51    | 4 ت      | —           | —           | 22.71    | الثاني   |
| واليسون فورتيز              | 200 م T64  | 22.81    | 3 ت      | —           | —           | 22.84    | 4        |
| ماثيوس دي ليما              | 200 م T64  | لم يبدأ  | لم يبدأ  | لم يتأهل    | لم يتأهل    | لم يتأهل | لم يتأهل |
| فيليبي غوميز                | 400 م T11  | 52.92    | 3 ت      | 52.85       | 4           | لم يتأهل | لم يتأهل |
| دانيال سيلفا                | 400 م T11  | 53.03    | 3        | لم يتأهل    | لم يتأهل    | لم يتأهل | لم يتأهل |
| ماركوس فينيسيوس دي أوليفيرا | 400 م T12  | 50.42    | 2        | لم يتأهل    | لم يتأهل    | لم يتأهل | لم يتأهل |
| صامويل أوليفيرا             | 400 م T20  | —        | —        | —           | —           | 48.59    | 5        |
| دانيال مارتينز              | 400 م T20  | —        | —        | —           | —           | 48.91    | 8        |
| بارتولوميو تشافيس           | 400 م T37  | 52.34    | 1 ت      | —           | —           | 50.39    | الثاني   |
| بتروتشيو فيريرا             | 400 م T47  | 50.27    | 6        | لم يتأهل    | لم يتأهل    | لم يتأهل | لم يتأهل |
| لوكاس ليما                  | 400 م T47  | 50.68    | 7        | لم يتأهل    | لم يتأهل    | لم يتأهل | لم يتأهل |
| توماز روان دي مورايش        | 400 م T47  | 48.68    | 2 ت      | —           | —           | 47.97    | الثالث   |
| أريوسفالدو فرنانديز         | 400 م T53  | 51.35    | 5 ت      | —           | —           | 52.42    | 8        |
| آلان فونتليس                | 400 م T62  | —        | —        | —           | —           | 50.30    | 5        |
| جوليو سيسار أغيربينو        | 1500 م T11 | —        | —        | —           | —           | 4:04.03  | الثالث   |
| يلتسين جاك                  | 1500 م T11 | —        | —        | —           | —           | 3:55.82  | الأول    |
| جوليو سيسار أغيربينو        | 5000 م T11 | —        | —        | —           | —           | 14:48.85 | الأول    |
| يلتسين جاك                  | 5000 م T11 | —        | —        | —           | —           | 14:52.61 | الثالث   |

للسيدات
| الرياضية               | الحدث       | التصفيات | التصفيات     | نصف النهائي | نصف النهائي | النهائي  | النهائي  |
| الرياضية               | الحدث       | النتيجة  | الترتيب      | النتيجة     | الترتيب     | النتيجة  | الترتيب  |
| ---------------------- | ----------- | -------- | ------------ | ----------- | ----------- | -------- | -------- |
| جيروزا جيبر            | 100 م T11   | 12.57    | 1 ت          | 11.80       | 1 ت         | 11.83    | الأول    |
| جوليا كارول دوس سانتوس | 100 م T11   | 12.56    | 3 تأهل ثانوي | 12.58       | 4           | لم تتأهل | لم تتأهل |
| لورينا سبولادوري       | 100 م T11   | 12.11    | 1 ت          | 12.07       | 1 ت         | 12.14    | الثالث   |
| فيفياني فيريرا         | 100 م T12   | 12.73    | 2            | لم تتأهل    | لم تتأهل    | لم تتأهل | لم تتأهل |
| لورين غوميز            | 100 م T12   | 12.93    | 4            | لم تتأهل    | لم تتأهل    | لم تتأهل | لم تتأهل |
| كلارا دانييلي باروس    | 100 م T12   | 12.66    | 3            | لم تتأهل    | لم تتأهل    | لم تتأهل | لم تتأهل |
| ساميرا دا سيلفا        | 100 م T36   | 14.86    | 2 ت          | —           | —           | DSQ      | DSQ      |
| فيرونيكا هيبوليتو      | 100 م T36   | 14.38    | 2 ت          | —           | —           | 14.24    | الثالث   |
| ماريا كلارا أغوستو     | 100 م T47   | 12.63    | 4 تأهل ثانوي | —           | —           | 12.63    | 7        |
| فيرناندا يارا دا سيلفا | 100 م T47   | 12.64    | 5            | لم تتأهل    | لم تتأهل    | لم تتأهل | لم تتأهل |
| جيسيكه جياكوميلي       | 100 م T54   | 17.04    | 6            | لم تتأهل    | لم تتأهل    | لم تتأهل | لم تتأهل |
| جيروزا جيبر            | ألعاب القوى | 25.00    | 1 ت          | —           | —           | 24.51    | الأول    |
| لورينا سبولادوري       | ألعاب القوى | 26.02    | 3            | لم تتأهل    | لم تتأهل    | لم تتأهل | لم تتأهل |
| تاليتا سيمبليسيو       | ألعاب القوى | 25.70    | 3            | لم تتأهل    | لم تتأهل    | لم تتأهل | لم تتأهل |
| فيفياني فيريرا         | 200 م T12   | 27.47    | 3            | لم تتأهل    | لم تتأهل    | لم تتأهل | لم تتأهل |
| لورين غوميز            | 200 م T12   | 26.65    | 3 تأهل ثانوي | 26.55       | 4           | لم تتأهل | لم تتأهل |
| كلارا دانييلي باروس    | 200 م T12   | 26.31    | 2 تأهل ثانوي | 26.31       | 4           | لم تتأهل | لم تتأهل |
| فيرونيكا هيبوليتو      | 200 م T36   | 30.80    | 3 ت          | —           | —           | 31.03    | 7        |
| ساميرا دا سيلفا        | 200 م T36   | 30.96    | 3 ت          | —           | —           | 31.01    | 6        |
| فيرناندا يارا دا سيلفا | 200 م T47   | 25.66    | 1 ت          | —           | —           | 25.35    | 4        |
| ماريا كلارا أغوستو     | 200 م T47   | 25.53    | 3 تأهل ثانوي | —           | —           | 25.71    | 5        |
| كاميلا مولر            | 400 م T11   | 1:05.47  | 3            | لم تتأهل    | لم تتأهل    | لم تتأهل | لم تتأهل |
| جوليا كارول دوس سانتوس | 400 م T11   | DSQ      | DSQ          | لم تتأهل    | لم تتأهل    | لم تتأهل | لم تتأهل |
| تاليتا سيمبليسيو       | 400 م T11   | 58.96    | 1 ت          | 58.56       | 1 ت         | 57.21    | الثاني   |
| لورين غوميز            | 400 م T12   | 59.99    | 2            | لم تتأهل    | لم تتأهل    | لم تتأهل | لم تتأهل |
| كلارا دانييلي باروس    | 400 م T12   | 58.77    | 2 تأهل ثانوي | 59.07       | 4           | لم تتأهل | لم تتأهل |
| كتيلا تيودورو          | 400 م T12   | 58.86    | 3 تأهل ثانوي | 58.94       | 4           | لم تتأهل | لم تتأهل |
| ريان سواريز دا سيلفا   | 400 م T13   | 56.44    | 1 ت          | —           | —           | 53.55    | الأول    |
| أنتونيا كيلا دا سيلفا  | 400 م T20   | 57.54    | 3 ت          | —           | —           | 58.34    | 7        |
| فيرناندا يارا دا سيلفا | 400 م T47   | 57.56    | 1 ت          | —           | —           | 56.74    | الأول    |
| ماريا كلارا أغوستو     | 400 م T47   | 59.28    | 3 ت          | —           | —           | 57.20    | الثالث   |
| جيسيكا جياكوميلي       | 400 م T54   | 56.29    | 5            | لم تتأهل    | لم تتأهل    | لم تتأهل | لم تتأهل |
| فانيسا دي سوزا         | 800 م T54   | 1:50.29  | 5            | لم تتأهل    | لم تتأهل    | لم تتأهل | لم تتأهل |
| جيسيكا جياكوميلي       | 800 م T54   | 1:59.55  | 7            | لم تتأهل    | لم تتأهل    | لم تتأهل | لم تتأهل |
| ألين روشا              | 800 م T54   | 1:53.04  | 7            | لم تتأهل    | لم تتأهل    | لم تتأهل | لم تتأهل |
| كاميلا مولر            | 1500 م T11  | 5:03.01  | 4            | لم تتأهل    | لم تتأهل    | لم تتأهل | لم تتأهل |
| إدنيوسا دورتا          | 1500 م T13  | —        | —            | —           | —           | 5:16.28  | 10       |
| أنتونيا كيلا دا سيلفا  | 1500 م T20  | —        | —            | —           | —           | 4:29.40  | الثالث   |
| ألين روشا              | 1500 م T54  | 3:35.18  | 5 ت          | —           | —           | 3:23.43  | 9        |
| فانيسا دي سوزا         | 1500 م T54  | 3:30.86  | 8            | لم تتأهل    | لم تتأهل    | لم تتأهل | لم تتأهل |
| ألين روشا              | 5000 م T54  | 12:55.50 | 6            | لم تتأهل    | لم تتأهل    | لم تتأهل | لم تتأهل |
| فانيسا دي سوزا         | 5000 م T54  | DNF      | DNF          | لم تتأهل    | لم تتأهل    | لم تتأهل | لم تتأهل |
| إدنيوسا دورتا          | ماراثون T12 | —        | —            | —           | —           | 3:17:40  | 7        |
| ألين روشا              | ماراثون T54 | —        | —            | —           | —           | 1:53:54  | 8        |
| فانيسا دي سوزا         | ماراثون T54 | —        | —            | —           | —           | 1:56:33  | 10       |

مختلط
| الرياضي                                                              | الحدث             | التصفيات | التصفيات | النهائي  | النهائي  |
| الرياضي                                                              | الحدث             | النتيجة  | الترتيب  | النتيجة  | الترتيب  |
| -------------------------------------------------------------------- | ----------------- | -------- | -------- | -------- | -------- |
| لورينا سبولادوري واشنطن جونيور فيرونيكا هيبوليتو أريوسفالدو فرنانديز | تتابع 4 × 100 متر | 51.19    | 3        | لم تتأهل | لم تتأهل |

الأحداث الميدانية
للرجال
| الرياضي              | الحدث         | النهائي | النهائي |
| الرياضي              | الحدث         | المسافة | الترتيب |
| -------------------- | ------------- | ------- | ------- |
| باولو هنريكي أندرادي | وثب طويل T13  | 7.20    | الثالث  |
| باولو سيزار نيتو     | وثب طويل T20  | 6.60    | 9       |
| آسر ماتيوس راموس     | وثب طويل T36  | 5.76    | الثاني  |
| رودريغو باريسيرا     | وثب طويل T36  | 5.60    | 6       |
| ماتيوس إيفانجيليستا  | وثب طويل T37  | 6.20    | الثالث  |
| أليساندرو سيلفا      | دفع جلة F11   | 12.86   | 5       |
| إدواردو بيريرا       | دفع جلة F34   | 11.03   | 6       |
| إيمانويل أوليفيرا    | دفع جلة F37   | 14.52   | 4       |
| والاس سانتوس         | دفع جلة F55   | 11.68   | 4       |
| ثياغو باولينو        | دفع جلة F57   | 15.06   | الثاني  |
| إدينيلسون فلورياني   | دفع جلة F63   | 14.57   | 4       |
| أليساندرو سيلفا      | رمي القرص F11 | 38.84   | 5       |
| أندريه روشا          | رمي القرص F52 | 19.48   | الثالث  |
| كلوديني بايستا       | رمي القرص F56 | 46.86   | الأول   |
| إدواردو بيريرا       | رمي الرمح F34 | 25.12   | 8       |
| سيشيرو نوربي         | رمي الرمح F57 | 49.46   | الثالث  |
| إدينيلسون فلورياني   | رمي الرمح F64 | 57.99   | 8       |

للسيدات
| الرياضي                   | الحدث          | التصفيات | التصفيات | النهائي | النهائي |
| الرياضي                   | الحدث          | المسافة  | الترتيب  | المسافة | الترتيب |
| ------------------------- | -------------- | -------- | -------- | ------- | ------- |
| أليس كوريا                | وثب طويل T11   | —        | —        | 4.38    | 6       |
| لورينا سبولادوري          | وثب طويل T11   | —        | —        | 3.67    | 11      |
| زيليدي كاسيانو            | وثب طويل T20   | —        | —        | 5.76    | الثاني  |
| جاردينيا فيليكس           | وثب طويل T20   | —        | —        | 5.57    | 5       |
| ديبورا أوليفيرا           | وثب طويل T20   | —        | —        | 5.49    | 6       |
| إزابيلّا كامبوس            | دفع جلة F12    | —        | —        | 9.91    | 6       |
| وانا هيلينا بريتو         | دفع جلة F32    | —        | —        | 7.89    | الثاني  |
| جوفانا بوسكولو            | دفع جلة F32    | —        | —        | 5.61    | 9       |
| مريفانا أوليفيرا          | دفع جلة F35    | —        | —        | 7.94    | 8       |
| سوزانا نايرني             | دفع جلة F46    | —        | —        | 11.43   | 5       |
| إليزابيث جوميز            | دفع جلة F54    | —        | —        | 7.82    | الثاني  |
| جوليانا كريستينا دا سيلفا | دفع جلة F57    | —        | —        | 9.61    | 6       |
| إزابيلّا كامبوس            | رمي القرص F53  | —        | —        | 34.94   | 4       |
| إليزابيث جوميز            | رمي القرص F53  | —        | —        | 17.37   | الأول   |
| جوليانا كريستينا دا سيلفا | رمي القرص F57  | 24.75    | 1 تأهل   | 25.97   | 9       |
| رايسا ماتشادو             | رمي الرمح F56  | —        | —        | 23.51   | الثاني  |
| جوفانا بوسكولو            | رمي النادي F32 | —        | —        | 26.01   | الثالث  |
| وانا هيلينا بريتو         | رمي النادي F32 | —        | —        | 23.47   | 5       |

## الريشة الطائرة
تأهلت البرازيل لثلاثة لاعبين من ذوي الاحتياجات الخاصة للمشاركة في الأحداث التالية، من خلال إصدار تصنيف سباق البارالمبياد إلى باريس من قبل الاتحاد الدولي للريشة الطائرة.
| اللاعب              | الحدث          | دور المجموعات                          | دور المجموعات                                          | دور المجموعات                              | دور المجموعات | دور ربع النهائي                                         | دور نصف النهائي                     | النهائي / BM                                                                      | النهائي / BM |
| اللاعب              | الحدث          | الخصم النتيجة                          | الخصم النتيجة                                          | الخصم النتيجة                              | الترتيب       | الخصم النتيجة                                           | الخصم النتيجة                       | الخصم النتيجة                                                                     | الترتيب      |
| ------------------- | -------------- | -------------------------------------- | ------------------------------------------------------ | ------------------------------------------ | ------------- | ------------------------------------------------------- | ----------------------------------- | --------------------------------------------------------------------------------- | ------------ |
| روجييرو دي أوليفيرا | فردي رجال SL4  | ديلون (الهند) · خسارة (17–21، 19–21)   | مازور (فرنسا) · خسارة (9–21، 7–21)                     | —                                          | 3             | لم يتأهل                                                | لم يتأهل                            | لم يتأهل                                                                          | لم يتأهل     |
| فيتور تافاريس       | فردي رجال SH6  | نوكس (فرنسا) · خسارة (19–21، 16–21)    | شيبارد (بريطانيا العظمى) · خسارة (19–21، 21–15، 19–21) | لين (الصين) · فوز (21–15، 21–15)           | 2 تأهل        | كراجوسكي (الولايات المتحدة) · فوز (21–12، 10–21، 23–21) | نوكس (فرنسا) · خسارة (18–21، 20–22) | مباراة الميدالية البرونزية النهائية · تشو (هونغ كونغ) · فوز (23–21، 16–21، 21–12) | الثالث       |
| دانيل سووزا         | فردي سيدات WH1 | بوكهام (تايلاند) · خسارة (3–21، 11–21) | تشوكي (كندا) · فوز (21–16، 15–21، 21–7)                | هو (تايبيه الصينية) · خسارة (17–21، 11–21) | 3             | لم يتأهل                                                | لم يتأهل                            | لم يتأهل                                                                          | لم يتأهل     |

## كرة القدم للمكفوفين
تأهل فريق كرة القدم البرازيلي للرجال للمكفوفين إلى الألعاب البارالمبية بفضل وجوده بين أفضل ثلاث دول، لم تتأهل بعد، في دورة الألعاب العالمية 2023 في برمنغهام، بريطانيا العظمى.
الملخص
| الفريق          | الحدث              | دور المجموعات | دور المجموعات | دور المجموعات | دور المجموعات | نصف النهائي                                            | النهائي / BM     | النهائي / BM |
| الفريق          | الحدث              | الخصم النتيجة | الخصم النتيجة | الخصم النتيجة | الترتيب       | الخصم النتيجة                                          | الخصم النتيجة    | الترتيب      |
| --------------- | ------------------ | ------------- | ------------- | ------------- | ------------- | ------------------------------------------------------ | ---------------- | ------------ |
| البرازيل للرجال | كرة القدم الخماسية | تركيا · ف 3–0 | فرنسا · ف 3–0 | الصين · ت 0–0 | 1 ت           | الأرجنتين · خ 0–0 (3–4 ركلات جزاء ترجيحية (كرة القدم)) | كولومبيا · ف 1–0 | الثالث       |

## بوتشيا
دخلت البرازيل بتشكيلة كاملة من سبعة لاعبين من البوتشيا في دورة الألعاب البارالمبية، بحكم نتيجتها كأعلى دولة مرتبة في حدث الفريق BC1 / BC2، في دورة الألعاب البارا أمريكية 2023 في سانتياغو، تشيلي؛ الفوز بالميدالية الذهبية في حدث الأزواج المختلطة لـ BC3، في بطولة التصفيات البارالمبية 2024 في كويمبرا، البرتغال؛ ومن خلال ترشيحها كواحدة من أعلى أربع دول مؤهلة مرتبة في حدث أزواج BC3، من خلال التصنيف العالمي النهائي.
للرجال
| الرياضي            | الحدث         | مباريات المجموعة                              | مباريات المجموعة              | مباريات المجموعة               | مباريات المجموعة | الأدوار الإقصائية | ربع النهائي               | نصف النهائي     | النهائي / BM    | النهائي / BM |
| الرياضي            | الحدث         | المنافس النتيجة                               | المنافس النتيجة               | المنافس النتيجة                | الترتيب          | المنافس النتيجة   | المنافس النتيجة           | المنافس النتيجة | المنافس النتيجة | الترتيب      |
| ------------------ | ------------- | --------------------------------------------- | ----------------------------- | ------------------------------ | ---------------- | ----------------- | ------------------------- | --------------- | --------------- | ------------ |
| خوسيه كارلوس شاجاس | فردي رجال BC1 | دايفيد سميث (رياضي) (بريطانيا العظمى) · خ 2–5 | بيريز (هولندا) · خ 5–6        | —                              | 3                | —                 | لم يتأهل                  | لم يتأهل        | لم يتأهل        | 10           |
| ماسيل سانتوس       | فردي رجال BC2 | طيحي (تونس) · ف 8–0 (لم يبدأ)                 | ديكر (هولندا) · ف 7–2         | ليفي (إسرائيل) · ف 8–0         | 1 تأهل           | تقدم تلقائي       | فونغسا (تايلاند) · خ 3–3* | لم يتأهل        | لم يتأهل        | 5            |
| يورى تاوان سيلفا   | فردي رجال BC2 | أراوجو (البرتغال) · خ 0–8                     | كريستالدو (الأرجنتين) · خ 2–5 | فابر (فرنسا) · ف 6–2           | 3                | لم يتأهل          | لم يتأهل                  | لم يتأهل        | لم يتأهل        | 15           |
| ماتيوس كارفايو     | فردي رجال BC3 | أريتا (اليابان) · خ 4–5                       | مينار (فرنسا) · خ 4–5         | بوليكرونيديس (اليونان) · ف 4–1 | 4                | —                 | لم يتأهل                  | لم يتأهل        | لم يتأهل        | 13           |
| أندري كوستا        | فردي رجال BC4 | ليونغ (هونغ كونغ) · خ 1–8                     | أوشيدا (اليابان) · خ 2–8      | تشنغ (الصين) · خ 0–7           | 4                | —                 | لم يتأهل                  | لم يتأهل        | لم يتأهل        | 15           |

للسيدات
| الرياضية            | الحدث    | مباريات المجموعة                 | مباريات المجموعة                   | مباريات المجموعة              | مباريات المجموعة | ربع النهائي                | نصف النهائي              | النهائي / BM                                                   | النهائي / BM |
| الرياضية            | الحدث    | المنافس النتيجة                  | المنافس النتيجة                    | المنافس النتيجة               | الترتيب          | المنافس النتيجة            | المنافس النتيجة          | المنافس النتيجة                                                | الترتيب      |
| ------------------- | -------- | -------------------------------- | ---------------------------------- | ----------------------------- | ---------------- | -------------------------- | ------------------------ | -------------------------------------------------------------- | ------------ |
| أندريزا دي أوليفيرا | فردي BC1 | فلوريس (الأرجنتين) · ف 5–2       | فوجي (اليابان) · خ 1–6             | —                             | 2 تأهل           | تان (سنغافورة) · خ 5–7     | لم تتأهل                 | لم تتأهل                                                       | 6            |
| إيفاني كالادو       | فردي BC3 | كوستا (البرتغال) · ف 8–2         | هو (هونغ كونغ) · خ 4–5             | جوردان (جنوب إفريقيا) · ف 5–0 | 2 تأهل           | أوفتشارز (بولندا) · ف 5–1  | ليسون (أستراليا) · خ 1–7 | نهائي الميدالية البرونزية · كانغ سونه (كوريا الجنوبية) · خ 2–7 | 4            |
| إيفلين دي أوليفيرا  | فردي BC3 | كيدسون (بريطانيا العظمى) · خ 1–5 | كانغ سونه (كوريا الجنوبية) · خ 0–7 | ليسون (أستراليا) · خ 3–4      | 4                | لم تتأهل                   | لم تتأهل                 | لم تتأهل                                                       | 14           |
| لايسا تيكسيرا       | فردي BC4 | أوليفيرا (البرتغال) · خ 2–4      | سبازو (المجر) · ف 4–3              | راجواران (ألمانيا) · ف 4–2    | 2 تأهل           | تشيونغ (هونغ كونغ) · خ 1–4 | لم تتأهل                 | لم تتأهل                                                       | 7            |

مختلط
| الرياضي                                           | الحدث            | مباريات المجموعة                    | مباريات المجموعة              | مباريات المجموعة | ربع النهائي                   | نصف النهائي     | النهائي / BM    | النهائي / BM |
| الرياضي                                           | الحدث            | المنافس النتيجة                     | المنافس النتيجة               | الترتيب          | المنافس النتيجة               | المنافس النتيجة | المنافس النتيجة | الترتيب      |
| ------------------------------------------------- | ---------------- | ----------------------------------- | ----------------------------- | ---------------- | ----------------------------- | --------------- | --------------- | ------------ |
| ماتيوس كارفايو إيفلين دي أوليفيرا                 | زوجي رجال BC3    | جنوب إفريقيا (جنوب أفريقيا) · ف 7–0 | اليونان (اليونان) · خ 1–4     | 2 تأهل           | هونغ كونغ (هونغ كونغ) · خ 1–3 | لم يتأهل        | لم يتأهل        | 7            |
| أندري كوستا لايسا تيكسيرا                         | زوجي رجال BC4    | مصر (مصر) · خ 2–2*                  | هونغ كونغ (هونغ كونغ) · خ 2–9 | 3                | لم يتأهل                      | لم يتأهل        | لم يتأهل        | 10           |
| ماسيل سانتوس يورى تاوان سيلفا أندريزا دي أوليفيرا | فريق مختلط BC1–2 | سلوفاكيا (سلوفاكيا) · خ 5–6         | تايلاند (تايلاند) · ف 7–3     | 2 تأهل           | اليابان (اليابان) · خ 4–4*    | لم يتأهل        | لم يتأهل        | 6            |

## ركوب الدراجات
تأهل راكبو الدراجات البارالمبية البرازيليون للألعاب بناءً على تخصيص تصنيف الأمم المتحدة لعام 2022 لإرسال رجل واحد وامرأة واحدة. تم الإعلان عن القائمة الكاملة في 11 يوليو 2024.

### الطريق
للرجال
| الرياضي             | الحدث            | النتيجة  | الترتيب |
| ------------------- | ---------------- | -------- | ------- |
| أوليسيس فريتاس      | سباق الطريق H4   | 1:45:42  | 7       |
| أوليسيس فريتاس      | سباق ضد الزمن H4 | 49:39.70 | 11      |
| كارلوس ألبرتو غوميز | سباق الطريق C1–3 | 2:07:48  | 23      |
| كارلوس ألبرتو غوميز | سباق ضد الزمن C1 | 23:23.52 | 7       |
| لاورو تشامان        | سباق الطريق C4–5 | 2:25:58  | 5       |
| لاورو تشامان        | سباق ضد الزمن C5 | 36:59.51 | 4       |

للسيدات
| الرياضية         | الحدث              | النتيجة  | الترتيب |
| ---------------- | ------------------ | -------- | ------- |
| جادي مالافازشي   | سباق الطريق H1–4   | 56:52    | 6       |
| جادي مالافازشي   | سباق ضد الزمن H1–3 | 26:34.29 | 4       |
| ماريانا غارسيا   | سباق الطريق H1–4   | 1:09:54  | 14      |
| ماريانا غارسيا   | سباق ضد الزمن H1–3 | 31:30.42 | 8       |
| سابرينا كوستوديا | سباق الطريق C1–3   | 2:08:24  | 14      |
| سابرينا كوستوديا | سباق ضد الزمن C1–3 | 27:04.65 | 15      |

مختلط
| الرياضيون                                    | الحدث             | النتيجة | الترتيب |
| -------------------------------------------- | ----------------- | ------- | ------- |
| أوليسيس فريتاس ماريانا غارسيا جادي مالافازشي | تتابع الفريق H1–5 | 27:23   | 4       |

### المضمار
للرجال
| الرياضي             | الحدث              | التصفيات | التصفيات | النهائي     | النهائي  |
| الرياضي             | الحدث              | الوقت    | الترتيب  | الخصم الوقت | الترتيب  |
| ------------------- | ------------------ | -------- | -------- | ----------- | -------- |
| كارلوس ألبرتو غوميز | مطاردة C1          | 4:18.908 | 7        | لم يتأهل    | لم يتأهل |
| لاورو تشامان        | سباق ضد الزمن C4–5 | 1:10.393 | 20       | لم يتأهل    | لم يتأهل |
| لاورو تشامان        | مطاردة C5          | 4:21.768 | 5        | لم يتأهل    | لم يتأهل |

للسيدات
| الرياضية         | الحدث              | التصفيات | التصفيات | النهائي     | النهائي |
| الرياضية         | الحدث              | الوقت    | الترتيب  | الخصم الوقت | الترتيب |
| ---------------- | ------------------ | -------- | -------- | ----------- | ------- |
| سابرينا كوستوديا | سباق ضد الزمن C1–3 | 39.345   | 6 Q      | 39.197      | 6       |

## الفروسية
شاركت البرازيل باثنين من الفرسان ذوي الاحتياجات الخاصة في منافسات الفروسية البارالمبية، وذلك بفضل التصنيف العالمي النهائي الفردي للبلاد في رياضة الفروسية لذوي الاحتياجات الخاصة.
الفردية
| الرياضي         | الحصان   | الحدث                              | التأهل | التأهل  | النهائي  | النهائي  |
| الرياضي         | الحصان   | الحدث                              | النقاط | الترتيب | النقاط   | الترتيب  |
| --------------- | -------- | ---------------------------------- | ------ | ------- | -------- | -------- |
| سيرجيو أوليفا   | ميلينيوم | اختبار بطولة الفردي الدرجة الأولى  | —      | —       | 66.667   | 16       |
| سيرجيو أوليفا   | ميلينيوم | اختبار الحر الفردي الدرجة الأولى   | 66.667 | 16      | لم يتأهل | لم يتأهل |
| رودولفو ريسكالا | دنزل     | اختبار بطولة الفردي الدرجة الخامسة | —      | —       | 69.615   | 7        |
| رودولفو ريسكالا | دنزل     | اختبار الحر الفردي الدرجة الخامسة  | 69.615 | 7 ت     | لم يبدأ  | لم يبدأ  |

## كرة القدم
الملخص
| الفريق           | الحدث                     | دور المجموعات | دور المجموعات           | دور المجموعات | دور المجموعات | ربع النهائي   | نصف النهائي    | النهائي / BM  | النهائي / BM |
| الفريق           | الحدث                     | الخصم النتيجة | الخصم النتيجة           | الخصم النتيجة | الترتيب       | الخصم النتيجة | الخصم النتيجة  | الخصم النتيجة | الترتيب      |
| ---------------- | ------------------------- | ------------- | ----------------------- | ------------- | ------------- | ------------- | -------------- | ------------- | ------------ |
| البرازيل للرجال  | كرة الهدف - بطولة الرجال  | فرنسا ف 8–5   | الولايات المتحدة ف 13–8 | إيران ت 7–7   | 1 ت           | مصر ف 10–0    | أوكرانيا خ 4–6 | الصين ف 5–3   | الثالث       |
| البرازيل للسيدات | كرة الهدف - بطولة السيدات | تركيا ت 3–3   | إسرائيل خ 4–8           | الصين خ 1–3   | 4 ت           | اليابان ف 2–0 | تركيا خ 1–3    | الصين خ 0–6   | 4            |

### بطولة الرجال
تأهل فريق كرة الهدف للرجال البرازيلي إلى دورة الألعاب البارالمبية بعد فوزه بالبطولة في بطولة العالم لكرة الهدف 2022 في ماتوسينوس، البرتغال.

### بطولة السيدات
تأهل فريق كرة الهدف النسائي البرازيلي إلى دورة الألعاب البارالمبية من خلال دورة الألعاب العالمية IBSA 2023 في برمنغهام، بريطانيا العظمى.

## الجودو
تأهلت البرازيل خمسة عشر لاعب جودو للمشاركة في دورات الألعاب البارالمبية التالية. تأهل ثلاثة عشر منهم إلى باريس 2024، بفضل حلولهم ضمن المراكز الستة الأولى في تصنيفات الألعاب البارالمبية في فئاتهم. كما ضمنت مكانين بموجب دعوة ثنائية (إحدى الحصص غير المستخدمة في قارة أخرى).
تم الإعلان عن القائمة الكاملة في 11 يوليو 2024.
للرجال
| الرياضي          | الحدث     | دور الـ16                  | ربع النهائي                           | نصف النهائي                   | إعادة التأهيل 1              | إعادة التأهيل 2                                     | النهائي / BM                                              | النهائي / BM |
| الرياضي          | الحدث     | المنافس النتيجة            | المنافس النتيجة                       | المنافس النتيجة               | المنافس النتيجة              | المنافس النتيجة                                     | المنافس النتيجة                                           | الترتيب      |
| ---------------- | --------- | -------------------------- | ------------------------------------- | ----------------------------- | ---------------------------- | --------------------------------------------------- | --------------------------------------------------------- | ------------ |
| إلييلتون ليرا    | −60 كغ J1 | تقدم تلقائي                | عبد القادر بوعامر (الجزائر) · خ 00–10 | لم يتأهل                      | كونغسووك (تايلاند) · ف 10–00 | [[ميغيل فييرا (جودو)]\|فييرا]] (البرتغال) · ف 10–00 | نهائي الميدالية البرونزية · بارمار (الهند) · خ 00–10      | 5            |
| هارلي بيريرا     | −73 كغ J1 | كاماني (إيطاليا) · ف 10–01 | جاوتو (الأرجنتين) · ف 10–00           | بولوجا (رومانيا) · خ 00–01    | تقدم تلقائي                  | تقدم تلقائي                                         | نهائي الميدالية البرونزية · إيافا (البرتغال) · خ 00–01    | 5            |
| آرثر كافالكانت   | −90 كغ J1 | تقدم تلقائي                | عبديف (أوزبكستان) · ف 10–00           | تشيمسيلر (تركيا) · ف 11–00    | —                            | تقدم تلقائي                                         | دانيال باول (بريطانيا العظمى) · ف 10–00                   | الأول        |
| ويليانس سيلفا    | +90 كغ J1 | تقدم تلقائي                | أتيبوف (كازاخستان) · ف 10–00          | داشتسرين (منغوليا) · ف 10–00  | —                            | تقدم تلقائي                                         | باسوك (مولدوفا) · ف 10–00                                 | الأول        |
| ثيغو ماركيز      | −60 كغ J2 | تقدم تلقائي                | لي (كوريا الجنوبية) · خ 00–10         | لم يتأهل                      | —                            | غافيلان (إسبانيا) · ف 10–00                         | نهائي الميدالية البرونزية · أولدكويدر (الجزائر) · خ 00–10 | 5            |
| مارسيلو كاسانوفا | −90 كغ J2 | تقدم تلقائي                | مولوي (بريطانيا العظمى) · ف 01–00     | لاتشومانايا (فرنسا) · خ 00–11 | —                            | تقدم تلقائي                                         | نهائي الميدالية البرونزية · كانيتزارو (إيطاليا) · ف 01–00 | الثالث       |
| سيرجيو فرنانديز  | +90 كغ J2 | تقدم تلقائي                | شوكربكوف (كازاخستان) · خ 00–10        | لم يتأهل                      | —                            | مانتولاس (إندونيسيا) · خ 00–10                      | لم يتأهل                                                  | لم يتأهل     |

للسيدات
| اللاعبة         | الحدث                                                       | الدور الـ16                   | ربع النهائي                       | نصف النهائي                     | إعادة التأهيل                  | النهائي / BM                                               | النهائي / BM |
| اللاعبة         | الحدث                                                       | المنافس النتيجة               | المنافس النتيجة                   | المنافس النتيجة                 | المنافس النتيجة                | المنافس النتيجة                                            | الترتيب      |
| --------------- | ----------------------------------------------------------- | ----------------------------- | --------------------------------- | ------------------------------- | ------------------------------ | ---------------------------------------------------------- | ------------ |
| روسيسليدي سيلفا | الجودو في الألعاب البارالمبية الصيفية 2024 – وزن −48 كجم J1 | —                             | توجتوكهبايرين (منغوليا) · ف 10–00 | نيكولايشيك (أوكرانيا) · خ 01–10 | تقدم تلقائي                    | مباراة الميدالية البرونزية · ليديسما (الأرجنتين) · ف 10–00 | الثالث       |
| لاريسا أوليفيرا | الجودو في الألعاب البارالمبية الصيفية 2024 – وزن −57 كجم J1 | مانزانيرو (إسبانيا) · ف 10–00 | جاني (كندا) · خ 00–10             | لم تتأهل                        | أمرييفا (أوزبكستان) · خ 01–11  | لم تتأهل                                                   | لم تتأهل     |
| بريندا سوزا     | الجودو في الألعاب البارالمبية الصيفية 2024 – وزن −70 كجم J1 | تقدم تلقائي                   | أوسلو (تركيا) · ف 10–00           | باشاليدو (اليونان) · ف 10–01    | تقدم تلقائي                    | ليو (الصين) · خ 00–01                                      | الثاني       |
| إريكا زواجا     | الجودو في الألعاب البارالمبية الصيفية 2024 – وزن +70 كجم J1 | —                             | سانابريا (فنزويلا) · ف 10–00      | جونش (تركيا) · ف 11–00          | تقدم تلقائي                    | هارنيك (أوكرانيا) · خ 00–10                                | الثاني       |
| لوسيا تيكسيرا   | الجودو في الألعاب البارالمبية الصيفية 2024 – وزن −57 كجم J2 | —                             | فيدوسوفا (كازاخستان) · خ 00–10    | لم تتأهل                        | غونزاليس (الأرجنتين) · ف 10–00 | مباراة الميدالية البرونزية · أرس (إسبانيا) · خ 00–10       | 5            |
| ألانا مالدونادو | الجودو في الألعاب البارالمبية الصيفية 2024 – وزن −70 كجم J2 | —                             | تقدم تلقائي                       | أوغاوا (اليابان) · ف 10–00      | —                              | وانغ (الصين) · ف 10–00                                     | الأول        |
| كيلي فيكتوريو   | الجودو في الألعاب البارالمبية الصيفية 2024 – وزن −70 كجم J2 | —                             | كالاداني (جورجيا) · خ 01–10       | لم تتأهل                        | —                              | مباراة الميدالية البرونزية · أوغاوا (اليابان) · خ 00–10    | 5            |
| ريبيكا دي سوزا  | الجودو في الألعاب البارالمبية الصيفية 2024 – وزن +70 كجم J2 | تقدم تلقائي                   | كريموفا (أذربيجان) · ف 10–00      | كوستا (إيطاليا) · ف 10–01       | تقدم تلقائي                    | هيرنانديز (كوبا) · ف 11–00                                 | الأول        |

## الكانو
حصل لاعبو الباراكانو البرازيليون على أماكن حصصهم في الأحداث التالية من خلال بطولة العالم لسباقات الكانو السريعة التابعة للاتحاد الدولي لكرة القدم لعام 2023 ‏ في دويسبورغ بألمانيا؛ وبطولة العالم لسباقات الكانو السريعة التابعة للاتحاد الدولي لكرة القدم لعام 2024 في سيجد بالمجر. تم الإعلان عن القائمة الكاملة في 25 يونيو 2024.
للرجال
| الرياضي             | الحدث | الجولات التأهيلية | الجولات التأهيلية | نصف النهائي | نصف النهائي | النهائي | النهائي |
| الرياضي             | الحدث | الوقت             | الترتيب           | الوقت       | الترتيب     | الوقت   | الترتيب |
| ------------------- | ----- | ----------------- | ----------------- | ----------- | ----------- | ------- | ------- |
| لويس كارلوس كاردوسو | KL1   | 49.12             | 1 FA              | تقدم تلقائي | تقدم تلقائي | 46.42   | الثاني  |
| فرناندو روفينو      | KL2   | 44.18             | 4 SF              | 43.50       | 2 FA        | 42.90   | 6       |
| ميكاياس رودريغيس    | KL3   | 42.36             | 3 SF              | 41.54       | 2 FA        | 40.75   | الثالث  |
| فرناندو روفينو      | VL2   | 53.40             | 1 FA              | تقدم تلقائي | تقدم تلقائي | 50.47   | الأول   |
| إيغور توفاليني      | VL2   | 54.19             | 1 FA              | تقدم تلقائي | تقدم تلقائي | 51.78   | الثاني  |

للسيدات
| الرياضية              | الحدث | الجولات التأهيلية | الجولات التأهيلية | نصف النهائي | نصف النهائي | النهائي  | النهائي  |
| الرياضية              | الحدث | الوقت             | الترتيب           | الوقت       | الترتيب     | الوقت    | الترتيب  |
| --------------------- | ----- | ----------------- | ----------------- | ----------- | ----------- | -------- | -------- |
| أدريانا أزيفيدو       | KL1   | 1:01.93           | 5 SF              | 1:00.13     | 4           | لم تتأهل | لم تتأهل |
| ألين أوليفيرا         | KL3   | 53.14             | 6 SF              | 52.66       | 5 FB        | DSQ      | DSQ      |
| ماري كريستينا سانتيلي | KL3   | 54.51             | 6 SF              | 54.98       | 5 FB        | 52.66    | 11       |
| ديبورا بينفيدس        | VL2   | 1:04.62           | 2 SF              | 1:04.45     | 2 FA        | 1:04.29  | 5        |
| ماري كريستينا سانتيلي | VL3   | 1:01.85           | 4 SF              | 59.92       | 2 FA        | 1:00.29  | 6        |

شرح الرموز: FA – التأهل لنهائي الميداليات؛ FB – التأهل للنهائي غير التنافسي؛ SF – التأهل لنصف النهائي

## الترياثلون
تأهلت البرازيل لثلاثة رياضيين بارالترياتلون للمشاركة في الأحداث التالية.
| الرياضي        | الحدث      | الزمن           | الزمن      | الزمن           | الزمن      | الزمن        | الزمن    | الترتيب |
| الرياضي        | الحدث      | السباحة (750 م) | الانتقال 1 | الدراجة (20 كم) | الانتقال 2 | الجري (5 كم) | الإجمالي | الترتيب |
| -------------- | ---------- | --------------- | ---------- | --------------- | ---------- | ------------ | -------- | ------- |
| رونان كورديو   | رجال PTS5  | 10:52           | 0:43       | 30:31           | 0:31       | 16:24        | 59:01    | الثاني  |
| جيسيكا ميسالي  | سيدات PTWC | 15:10           | 1:44       | 38:15           | 0:59       | DNF          | DNF      | DNF     |
| ليتيسيا فريتاس | سيدات PTVI | 13:31           | 1:30       | 35:14           | 0:38       | 20:27        | 1:11:20  | 9       |

## رياضة القوة
تأهلت إحدى عشر رافعة أثقال من البرازيل للمشاركة في منافسات الألعاب البارالمبية التالية.
للرجال
| الرياضي              | الحدث    | محاولات (كجم) | محاولات (كجم) | محاولات (كجم) | محاولات (كجم) | النتيجة | الترتيب |
| الرياضي              | الحدث    | 1             | 2             | 3             | PL            | النتيجة | الترتيب |
| -------------------- | -------- | ------------- | ------------- | ------------- | ------------- | ------- | ------- |
| إزيكيل كوريا         | –72 كجم  | 170           | 174           | 181           | —             | 174     | 8       |
| أيلتون بينتو دي سوزا | –80 كجم  | 187           | 187           | 187           | —             | 187     | 9       |
| إيفانيو دا سيلفا     | –88 كجم  | 181           | 187           | 193           | —             | 187     | 8       |
| ماتيوس دي أسيس       | –107 كجم | 208           | 212           | 212           | —             | 212     | 5       |

للسيدات
| الرياضية               | الحدث   | محاولات (كجم) | محاولات (كجم) | محاولات (كجم) | محاولات (كجم) | النتيجة | الترتيب |
| الرياضية               | الحدث   | 1             | 2             | 3             | PL            | النتيجة | الترتيب |
| ---------------------- | ------- | ------------- | ------------- | ------------- | ------------- | ------- | ------- |
| لارا أباسيدا دي ليما   | –41 كجم | 105           | 107           | 109           | —             | 109     | الثالث  |
| ماريا ريزونايدي        | –50 كجم | 102           | 102           | 106           | —             | 102     | 6       |
| آنا باولا ماركيز       | –61 كجم | 101           | 105           | 105           | —             | 105     | 8       |
| ماريا دي فاتيما كاسترو | –67 كجم | 126           | 131           | 133           | —             | 133     | الثالث  |
| ماريانا داندريا        | –73 كجم | 141           | 143           | 148           | 152           | 148 PR  | الأول   |
| كارولين فيرنانديز      | –79 كجم | 124           | 128           | 133           | —             | 128     | 7       |
| تايانا ميديروس         | –86 كجم | 137           | 142           | 147           | 156           | 156 PR  | الأول   |

## التجديف
تأهلت قوارب التجديف البارالمبية البرازيلية في كل من الفئات التالية في بطولة العالم للتجديف 2023 ‏ في بلغراد، صربيا؛ وفي سباق التصفيات النهائية للألعاب البارالمبية 2024 في لوسيرن، سويسرا.
| الرياضي                                                                     | الحدث                                                                 | المرحلة التأهيلية | المرحلة التأهيلية | إعادة التأهيل | إعادة التأهيل | النهائي  | النهائي |
| الرياضي                                                                     | الحدث                                                                 | الزمن             | الترتيب           | الزمن         | الترتيب       | الزمن    | الترتيب |
| --------------------------------------------------------------------------- | --------------------------------------------------------------------- | ----------------- | ----------------- | ------------- | ------------- | -------- | ------- |
| كلوديا سانتوس                                                               | التجديف في الألعاب البارالمبية الصيفية 2024 – PR1 سيدات فردي          | 11:14.72          | 4 R               | 10:54.61      | 2 FA          | 12:12.86 | 6       |
| خايرو كلوج ديانا بارسيلوس                                                   | التجديف في الألعاب البارالمبية الصيفية 2024 – PR3 ثنائي مختلط         | 7:40.91           | 3 R               | 7:24.24       | 1 FA          | 7:45.02  | 5       |
| إريك ليما جابرييل ميندس بريسيلا باريتو ألينا دومس جوسلينو دا سيلفا (المقود) | التجديف في الألعاب البارالمبية الصيفية 2024 – PR3 رباعي مختلط مع مقود | 7:37.16           | 4 R               | 7:08.77       | 4 FB          | 7:31.82  | 8       |

رموز التأهل: FA=النهائي أ (للميداليات); FB=النهائي ب (غير للميداليات); R=إعادة التأهيل

## الرماية
شاركت البرازيل في بطولتين للرماية البارالمبية بعد أن حققت أماكن الحصص للأحداث التالية بحكم أفضل نتائجها في كأس العالم 2022 و2023 و2024، وبطولة العالم 2022 ‏، وبطولة العالم 2023، وألعاب البارابان الأمريكية 2023 ‏، طالما حصلت على الحد الأدنى من درجة التأهل (MQS).
مختلط
| الرياضي        | الحدث                              | التصفيات | التصفيات | النهائي  | النهائي  |
| الرياضي        | الحدث                              | النقاط   | الترتيب  | النقاط   | الترتيب  |
| -------------- | ---------------------------------- | -------- | -------- | -------- | -------- |
| ألكسندر جالغان | R4 – بندقية هوائية 10 م وقوف SH2   | 627.7    | 21       | لم يتأهل | لم يتأهل |
| ألكسندر جالغان | R5 – بندقية هوائية 10 م انبطاح SH2 | 637.1    | 4 Q      | 254.2    | الثاني   |
| ألكسندر جالغان | R9 – بندقية 50 م انبطاح SH2        | 620.2    | 11       | لم يتأهل | لم يتأهل |
| برونو كيفر     | R4 – بندقية هوائية 10 م وقوف SH2   | 620.6    | 27       | لم يتأهل | لم يتأهل |
| برونو كيفر     | R5 – بندقية هوائية 10 م انبطاح SH2 | 622.3    | 35       | لم يتأهل | لم يتأهل |

## الكرة الطائرة بوضعية الجلوس
تأهلت البرازيل إلى البطولتين للرجال والسيدات.
الملخص
| الفريق         | الحدث         | دور المجموعات   | دور المجموعات   | دور المجموعات    | دور المجموعات | نصف النهائي              | النهائي / BM                              | النهائي / BM |
| الفريق         | الحدث         | المنافس النتيجة | المنافس النتيجة | المنافس النتيجة  | الترتيب       | المنافس النتيجة          | المنافس النتيجة                           | الترتيب      |
| -------------- | ------------- | --------------- | --------------- | ---------------- | ------------- | ------------------------ | ----------------------------------------- | ------------ |
| البرازيل رجال  | بطولة الرجال  | ألمانيا · خ 0–3 | إيران · خ 0–3   | أوكرانيا · ف 3–1 | 3             | لم يتأهل                 | مباراة المركز الخامس · كازاخستان · خ 0–3  | 6            |
| البرازيل سيدات | بطولة السيدات | رواندا · ف 3–0  | كندا · ف 3–1    | سلوفينيا · ف 3–0 | 1 تأهل        | الولايات المتحدة · خ 1–3 | مباراة الميدالية البرونزية · كندا · خ 0–3 | 4            |

### بطولة الرجال
تأهل فريق الكرة الطائرة بوضعية الجلوس البرازيلي للرجال إلى دورة الألعاب البارالمبية بعد أن حقق فوزًا واحدًا دون هزيمة في بطولة عموم أمريكا للكرة الطائرة بوضعية الجلوس 2023 ‏ التي أقيمت في إدمونتون، كندا.
قائمة الفريق
تم الإعلان عن القائمة في 25 يونيو 2024.
المدرب: جوزيه أكتونيو جيديس
- ألكس ويتكوسكي
- أندرسون دوس سانتوس
- دانيال يوشيزاوا
- ديوغو ريبوكاس
- ليفي غوميز
- لويس فابيانو أوليفيرا
- مارسيو بورغيس
- رايسون فيريرا
- ريناتو لايتي
- تياغو روشا
- ولنجتون بلاتيني
- ويسكلي أوليفيرا

### بطولة السيدات
تأهل فريق الكرة الطائرة للسيدات البرازيليات إلى دورة الألعاب البارالمبية بعد فوزه ببطولة العالم للكرة الطائرة بوضعية الجلوس 2022 ‏ التي أقيمت في سراييفو، صربيا.
قائمة الفريق
تم الإعلان عن القائمة في 25 يونيو 2024.
المدرب: فرناندو غيمارايس
- أدريا سيلفا
- برونا ناسيمنتو
- كاميلا ليريا
- إدواردا دياز
- جيزيل دياز
- جانينا بيتي
- ليانا باتيستا
- لويزا فيوريسي
- ناثالي فيلومينا
- نوريا ألميدا
- باميلا بيريرا
- سولين ديلانجيليكا

## السباحة
تأهل سباحون بارالمبيون برازيليون إلى إحدى عشرة حصة في بطولة العالم للسباحة البارالمبية لعام 2023 ‏ بعد حصولهم على المركزين الأول والثاني في فئات الألعاب البارالمبية. أُعلن عن القائمة الكاملة في 25 يونيو 2024.
للرجال
| الرياضي                | الحدث                | التصفيات | التصفيات | النهائي  | النهائي  |
| الرياضي                | الحدث                | الزمن    | الترتيب  | الزمن    | الترتيب  |
| ---------------------- | -------------------- | -------- | -------- | -------- | -------- |
| غابرييل أراوخو         | 50 م حرة S3          | 52.94    | 11       | لم يتأهل | لم يتأهل |
| صموئيل دا سيلفا        | 50 م حرة S5          | 33.59    | 5 تأهل   | 32.57    | 5        |
| دانيال زايفير          | 50 م حرة S7          | 30.05    | 10       | لم يتأهل | لم يتأهل |
| غابرييل سيلفا          | 50 م حرة S9          | 27.24    | 16       | لم يتأهل | لم يتأهل |
| فيليبي رودريغيس        | 50 م حرة S10         | 23.78    | 3 تأهل   | 23.54    | الثاني   |
| وينديل بيلارمينو       | 50 م حرة S11         | 26.76    | 6 تأهل   | 26.11    | الثاني   |
| ماثيوس راين            | 50 م حرة S11         | 26.91    | 7        | 26.93    | 8        |
| تاليسون غلوك           | 100 م حرة S6         | 1:05.76  | 3 تأهل   | 1:05.27  | الثاني   |
| غابرييل ميلوني         | 100 م حرة S6         | 1:11.75  | 10       | لم يتأهل | لم يتأهل |
| دانيال زايفير          | 100 م حرة S6         | 1:07.16  | 5 تأهل   | 1:07.58  | 6        |
| غابرييل سيلفا          | 100 م حرة S8         | 1:00.84  | 12       | لم يتأهل | لم يتأهل |
| فيليبي رودريغيس        | 100 م حرة S10        | 53.29    | 3 تأهل   | 52.37    | 4        |
| غابرييل أراوخو         | 200 م حرة S2         | 4:11.33  | 1 تأهل   | 3:58.92  | الأول    |
| برونو بيكر             | 200 م حرة S2         | 4:31.17  | 4 تأهل   | 4:27.65  | 5        |
| غابرييل باندييرا       | 200 م حرة S14        | 1:59.65  | 9        | لم يتأهل | لم يتأهل |
| تاليسون غلوك           | 400 م حرة S6         | 5:02.41  | 1 تأهل   | 4:49.55  | الأول    |
| أندريه ريبيرو          | 400 م حرة S9         | 4:27.96  | 8 تأهل   | 4:27.25  | 8        |
| خوسيه رونالدو دا سيلفا | 50 م ظهر S1          | —        | —        | 1:17.24  | 4        |
| غابرييل أراوخو         | 50 م ظهر S2          | 53.67    | 1 تأهل   | 50.93    | الأول    |
| صموئيل دا سيلفا        | 50 م ظهر S5          | 36.47    | 5 تأهل   | 35.16    | 4        |
| خوسيه رونالدو دا سيلفا | 100 م ظهر S1         | —        | —        | مقصي     | مقصي     |
| غابرييل أراوخو         | 100 م ظهر S2         | 1:59.54  | 1 تأهل   | 1:53.67  | الأول    |
| لوكاس لامنتي           | 100 م ظهر S9         | 1:07.72  | 12       | لم يتأهل | لم يتأهل |
| فيكتور ألميدا          | 100 م ظهر S9         | 1:04.78  | 6 تأهل   | 1:03.69  | 5        |
| وينديل بيلارمينو       | 100 م ظهر S11        | 1:14.09  | 10       | لم يتأهل | لم يتأهل |
| دوغلاس ماتيرا          | 100 م ظهر S12        | 1:04.19  | 6 تأهل   | 1:03.74  | 6        |
| غابرييل باندييرا       | 100 م ظهر S14        | 1:01.30  | 8 تأهل   | 58.54    | الثاني   |
| آرثر زايفير            | 100 م ظهر S14        | 1:02.60  | 10       | لم يتأهل | لم يتأهل |
| برونو بيكر             | 50 م صدر SB2         | 1:51.10  | 11       | لم يتأهل | لم يتأهل |
| روبرتو ألكالدي         | 100 م صدر SB5        | 1:38.96  | 8 تأهل   | 1:38.85  | 6        |
| لوكاس لامنتي           | 100 م صدر SB9        | 1:11.20  | =9       | لم يتأهل | لم يتأهل |
| روان ليما              | 100 م صدر SB9        | 1:11.20  | =9       | لم يتأهل | لم يتأهل |
| جواو بيدرو بروتوس      | 100 م صدر SB14       | 1:04.70  | 2 تأهل   | 1:04.97  | 4        |
| صموئيل دا سيلفا        | 50 م فراشة S5        | 32.91    | 3 تأهل   | 32.33    | 4        |
| غابرييل ميلوني         | 50 م فراشة S6        | 33.05    | 6 تأهل   | 32.82    | 5        |
| غابرييل سيلفا          | 100 م فراشة S8       | مقصي     | مقصي     | لم يتأهل | لم يتأهل |
| وينديل بيلارمينو       | 100 م فراشة S11      | 1:05.98  | 4 تأهل   | 1:04.84  | 6        |
| دوغلاس ماتيرا          | 100 م فراشة S12      | 59.48    | 6 تأهل   | 59.25    | 6        |
| غابرييل باندييرا       | 100 م فراشة S14      | 56.06    | 4 تأهل   | 55.08    | الثالث   |
| غابرييل أراوخو         | 150 م مزيج فردي SM3  | 3:15.06  | 4 تأهل   | 3:14.02  | 4        |
| تاليسون غلوك           | 200 م مزيج فردي SM6  | 2:44.17  | 3 تأهل   | 2:39.30  | الثالث   |
| لوكاس لامنتي           | 200 م مزيج فردي SM9  | 2:25.01  | 10       | لم يتأهل | لم يتأهل |
| روان ليما              | 200 م مزيج فردي SM10 | 2:24.23  | 15       | لم يتأهل | لم يتأهل |
| غابرييل باندييرا       | 200 م مزيج فردي SM14 | 2:19.48  | 11       | لم يتأهل | لم يتأهل |
| جواو بيدرو بروتوس      | 200 م مزيج فردي SM14 | 2:15.85  | 9        | لم يتأهل | لم يتأهل |

للسيدات
| اللاعبة              | الحدث                 | التصفيات | التصفيات | النهائي  | النهائي  |
| اللاعبة              | الحدث                 | الوقت    | الترتيب  | الوقت    | الترتيب  |
| -------------------- | --------------------- | -------- | -------- | -------- | -------- |
| باتريسيا بيريرا      | 50 م حرة S4           | 41.70    | 5 تأهل   | 41.75    | 4        |
| ليديا فييرا دا كروز  | 50 م حرة S4           | 38.61    | 1 تأهل   | DSQ      | DSQ      |
| مايارا بيتزولد       | 50 م حرة S6           | 35.82    | 7 تأهل   | 35.60    | 5        |
| سيسيليا جيرونيمو     | 50 م حرة S8           | 30.44    | 1 تأهل   | 30.31    | الثاني   |
| فيتوريا ريبييرو      | 50 م حرة S8           | 33.51    | 11       | لم تتأهل | لم تتأهل |
| ماريانا ريبييرو      | 50 م حرة S10          | 28.26    | 8 تأهل   | 27.81    | 7        |
| كارولينا سانتياجو    | 50 م حرة S13          | 26.71    | 1 تأهل   | 26.75    | الأول    |
| لوسيليني سوزا        | 50 م حرة S13          | 28.65    | 12       | لم تتأهل | لم تتأهل |
| مايارا باريتو        | 100 م حرة S3          | 2:24.98  | 10       | لم تتأهل | لم تتأهل |
| إدينيا غارسيا        | 100 م حرة S3          | 2:40.86  | 16       | لم تتأهل | لم تتأهل |
| إستيفاني دي أوليفيرا | 100 م حرة S5          | 1:34.10  | 12       | لم تتأهل | لم تتأهل |
| باتريسيا بيريرا      | 100 م حرة S5          | 1:35.14  | 13       | لم تتأهل | لم تتأهل |
| ماريانا ريبييرو      | 100 م حرة S9          | 1:04.62  | 5 تأهل   | 1:02.22  | الثالث   |
| كارولينا سانتياجو    | 100 م حرة S12         | 1:00.50  | 1 تأهل   | 59.30    | الأول    |
| لوسيليني سوزا        | 100 م حرة S12         | 1:03.14  | 6 تأهل   | 1:02.47  | 6        |
| إستيفاني دي أوليفيرا | 200 م حرة S5          | 3:20.62  | 13       | لم تتأهل | لم تتأهل |
| ليديا فييرا دا كروز  | 200 م حرة S5          | 3:12.19  | 10       | لم تتأهل | لم تتأهل |
| ليلا سوزيجان         | 400 م حرة S6          | —        | —        | 5:33.02  | 4        |
| مايارا باريتو        | 50 م ظهر S3           | 1:07.64  | 6 تأهل   | 1:05.97  | 6        |
| إدينيا غارسيا        | 50 م ظهر S3           | 1:04.03  | 5 تأهل   | 1:02.83  | 5        |
| ليديا فييرا دا كروز  | 50 م ظهر S4           | —        | —        | 52.00    | الثالث   |
| مايارا بيتزولد       | 100 م ظهر S6          | 1:36.40  | 9        | لم تتأهل | لم تتأهل |
| ماريانا ريبييرو      | 100 م ظهر S9          | 1:10.80  | 2 تأهل   | 1:09.27  | الثالث   |
| كارولينا سانتياجو    | 100 م ظهر S12         | 1:09.60  | 1 تأهل   | 1:08.23  | الأول    |
| راكيل فييل           | 100 م ظهر S12         | 1:20.51  | 10       | لم تتأهل | لم تتأهل |
| آنا كارولينا سواريس  | 100 م ظهر S14         | 1:11.18  | 8 تأهل   | 1:10.70  | 7        |
| باتريسيا بيريرا      | 50 م صدر SB3          | 58.82    | 2 تأهل   | 58.31    | الثاني   |
| ليديا فييرا دا كروز  | 50 م صدر SB3          | 1:03.36  | 5 تأهل   | 1:04.10  | 6        |
| إستيفاني دي أوليفيرا | 100 م صدر SB5         | 2:06.41  | 9        | لم تتأهل | لم تتأهل |
| ليلا سوزيجان         | 100 م صدر SB5         | 1:53.12  | 5 تأهل   | 1:53.03  | 6        |
| كارولينا سانتياجو    | 100 م صدر SB12        | 1:19.49  | 2 تأهل   | 1:15.62  | الثاني   |
| راكيل فييل           | 100 م صدر SB12        | 1:33.10  | 10       | لم تتأهل | لم تتأهل |
| بياتريس كارنييرو     | 100 م صدر SB14        | 1:16.99  | 2 تأهل   | 1:16.46  | الثالث   |
| ديبورا كارنييرو      | 100 م صدر SB14        | 1:16.04  | 1 تأهل   | 1:16.02  | الثاني   |
| إستيفاني دي أوليفيرا | 50 م فراشة S5         | 49.32    | 7 تأهل   | 50.02    | 8        |
| مايارا بيتزولد       | 50 م فراشة S6         | 38.00    | 3 تأهل   | 37.51    | الثالث   |
| فيتوريا ريبييرو      | 100 م فراشة S8        | 1:16.53  | 7 تأهل   | 1:16.21  | 8        |
| كارولينا سانتياجو    | 100 م فراشة S13       | 1:07.50  | 10       | لم تتأهل | لم تتأهل |
| لوسيليني سوزا        | 100 م فراشة S13       | 1:12.03  | 16       | لم تتأهل | لم تتأهل |
| آنا كارولينا سواريس  | 100 م فراشة S14       | 1:12.29  | 14       | لم تتأهل | لم تتأهل |
| باتريسيا بيريرا      | 150 م فردي متنوع SM4  | 3:06.70  | 6 تأهل   | 3:05.99  | 8        |
| ليديا فييرا دا كروز  | 150 م فردي متنوع SM4  | 2:58.70  | 4 تأهل   | 2:57.16  | الثالث   |
| إستيفاني دي أوليفيرا | 200 م فردي متنوع SM5  | 3:51.90  | 7 تأهل   | 3:52.06  | 7        |
| كارولينا سانتياجو    | 200 م فردي متنوع SM13 | 2:32.84  | 6 تأهل   | 2:30.05  | 5        |
| آنا كارولينا سواريس  | 200 م فردي متنوع SM14 | 2:42.07  | 13       | لم تتأهل | لم تتأهل |

مختلط
| الرياضيون                                                                                              | الحدث                                    | التصفيات | التصفيات | النهائي  | النهائي  |
| الرياضيون                                                                                              | الحدث                                    | الزمن    | الترتيب  | الزمن    | الترتيب  |
| --- | ---------------------------------------- | -------- | -------- | -------- | -------- |
| تاليسون غلوك باتريسيا بيريرا ليديا فييرا دا كروز دانييل كسافيير صموئيل دا سيلفا[a]                     | سباق التتابع الحر 4 × 50 متر 20 نقطة     | 2:23.12  | 2 تأهل   | 2:20.91  | الثالث   |
| تاليسون غلوك سيسليا جيرونيمو ماريانا ريبييرو فيليبي رودريغيس                                           | سباق التتابع الحر 4 × 100 متر 34 نقطة    |          | 4:06.44  | 4        |          |
| دوغلاس ماتيرا ماتيوس راين كارولينا سانتياجو لوسيليني سوزا                                              | سباق التتابع الحر 4 × 100 متر 49 نقطة    | 3:56.94  | الثاني   |          |          |
| جابرييل بانديرا بياتريس كارنييرو آنا كارولينا سواريس آرثر كسافيير                                      | سباق التتابع الحر 4 × 100 متر S14        | 3:47.49  | الثالث   |          |          |
| روبرتو ألكالدي مايارا بيتزولد صموئيل دا سيلفا ليديا فييرا دا كروز جابرييل أراوجو[a] فيتوريا ريبييرو[a] | سباق التتابع المتنوع 4 × 50 متر 20 نقطة  | 2:51.48  | 8 تأهل   | 2:37.91  | 4        |
| ماريانا ريبييرو سيسليا جيرونيمو روان ليما جابرييل سيلفا                                                | سباق التتابع المتنوع 4 × 100 متر 34 نقطة | DSQ      | DSQ      | لم تتأهل | لم تتأهل |

a  سباحون شاركوا في التصفيات فقط.

## كرة الطاولة
شاركت البرازيل بخمسة عشر لاعبًا من لاعبي تنس الطاولة البارالمبيين في دورة الألعاب البارالمبية. تأهل ستة منهم إلى باريس 2024 بفضل نتائج ميدالياتهم الذهبية، في فئاتهم، من خلال دورة الألعاب البارالمبية الأمريكية 2023 في سانتياغو، تشيلي. في غضون ذلك، تأهل اللاعبون الأربعة الآخرون من خلال توزيعهم على التصنيف العالمي النهائي للاتحاد الدولي لتنس الطاولة.
للرجال
| اللاعب                     | الحدث         | دور الـ 32          | دور الـ 16                          | دور ربع النهائي                                 | دور نصف النهائي              | النهائي / BM    | النهائي / BM |
| اللاعب                     | الحدث         | المنافس النتيجة     | المنافس النتيجة                     | المنافس النتيجة                                 | المنافس النتيجة              | المنافس النتيجة | الترتيب      |
| -------------------------- | ------------- | ------------------- | ----------------------------------- | ----------------------------------------------- | ---------------------------- | --------------- | ------------ |
| لوكاس أربيان               | الفردي فئة 5  | —                   | أكينغبميسيلو (نيجيريا) · ف 3–2      | باليكوتشا (صربيا) · خ 0–3                       | لم يتأهل                     | لم يتأهل        | لم يتأهل     |
| باولو سالمين               | الفردي فئة 7  | —                   | هانسون (السويد) · خ 1–3             | لم يتأهل                                        | لم يتأهل                     | لم يتأهل        | لم يتأهل     |
| إسرائيل ستروه              | الفردي فئة 7  | —                   | يوسف (مصر) · خ 0–3                  | لم يتأهل                                        | لم يتأهل                     | لم يتأهل        | لم يتأهل     |
| لويز مانارا                | الفردي فئة 8  | بنغ (الصين) · خ 0–3 | لم يتأهل                            | لم يتأهل                                        | لم يتأهل                     | لم يتأهل        | لم يتأهل     |
| كلوديو ماساد               | الفردي فئة 10 | —                   | جاردوس (النمسا) · ف 3–1             | تشوينوفسكي (بولندا) · خ 0–3                     | لم يتأهل                     | لم يتأهل        | لم يتأهل     |
| ثياغو سيمويز               | الفردي فئة 11 | —                   | عبد الله (مصر) · ف 3–0              | كيم (كوريا الجنوبية) · خ 1–3                    | لم يتأهل                     | لم يتأهل        | لم يتأهل     |
| باولو سالمين إسرائيل ستروه | زوجي MD14     | —                   | تقدم تلقائي                         | كارابارداك / · شيلتون (بريطانيا العظمى) · خ 1–3 | لم يتأهل                     | لم يتأهل        | لم يتأهل     |
| لويز مانارا كلوديو ماساد   | زوجي MD18     | تقدم تلقائي         | كاردونا / · سيباس (إسبانيا) · ف 3–1 | بوهياس / · بوفيس (فرنسا) · ف 3–1                | ليو / · تشاو (الصين) · خ 1–3 | لم يتأهل        | الثالث       |

للسيدات
| اللاعبة                        | الحدث         | دور الـ 16                                            | دور ربع النهائي                             | دور نصف النهائي                      | النهائي / BM    | النهائي / BM |
| اللاعبة                        | الحدث         | المنافس النتيجة                                       | المنافس النتيجة                             | المنافس النتيجة                      | المنافس النتيجة | الترتيب      |
| ------------------------------ | ------------- | ----------------------------------------------------- | ------------------------------------------- | ------------------------------------ | --------------- | ------------ |
| كارلا مايا                     | فردي فئة 1–2  | بوتوانسيرينا (تايلاند) · خ 0–3                        | لم تتأهل                                    | لم تتأهل                             | لم تتأهل        | لم تتأهل     |
| كاتيا أوليفيرا                 | فردي فئة 1–2  | تقدم تلقائي                                           | بوكلاف (بولندا) · خ 1–3                     | لم تتأهل                             | لم تتأهل        | لم تتأهل     |
| مارليان سانتوس                 | فردي فئة 3    | آسايوت (تايلاند) · خ 2–3                              | لم تتأهل                                    | لم تتأهل                             | لم تتأهل        | لم تتأهل     |
| جوس دي أوليفيرا                | فردي فئة 3    | إناتانون (تايلاند) · ف 3–1                            | يون (كوريا الجنوبية) · خ 1–3                | لم تتأهل                             | لم تتأهل        | لم تتأهل     |
| صوفيا كيلمر                    | فردي فئة 8    | ليتفينينكو (الرياضيون البارالمبيون المحايدين) · ف 3–0 | هوانغ (الصين) · خ 0–3                       | لم تتأهل                             | لم تتأهل        | لم تتأهل     |
| جنيفر بارينوس                  | فردي فئة 9    | شينكاروفا (أوكرانيا) · خ 1–3                          | لم تتأهل                                    | لم تتأهل                             | لم تتأهل        | لم تتأهل     |
| دانييل راون                    | فردي فئة 9    | لوسيتش (كرواتيا) · ف 3–0                              | سزفيتاكس (المجر) · خ 2–3                    | لم تتأهل                             | لم تتأهل        | لم تتأهل     |
| برونا ألكسندر                  | فردي فئة 10   | تقدم تلقائي                                           | هاندين (السويد) · ف 3–1                     | يانغ (أستراليا) · خ 2–3              | لم تتأهل        | الثالث       |
| إيفلين بيريرا                  | فردي فئة 11   | نج (هونغ كونغ) · ف 3–0                                | وادا (اليابان) · خ 0–3                      | لم تتأهل                             | لم تتأهل        | لم تتأهل     |
| كارلا مايا مارليان سانتوس      | زوجي فئة WD5  | —                                                     | ليو / · شوي (الصين) · خ 0–3                 | لم تتأهل                             | لم تتأهل        | لم تتأهل     |
| كاتيا أوليفيرا جوس دي أوليفيرا | زوجي فئة WD5  | —                                                     | الشامي / · سليمان (مصر) · ف 3–0             | سيو / · يون (كوريا الجنوبية) · خ 0–3 | لم تتأهل        | الثالث       |
| برونا ألكسندر دانييل راون      | زوجي فئة WD20 | تقدم تلقائي                                           | ليتوفشينكو / · شينكاروفا (أوكرانيا) · ف 3–0 | لي / · يانغ (أستراليا) · خ 0–3       | لم تتأهل        | الثالث       |
| صوفيا كيلمر جنيفر بارينوس      | زوجي فئة WD20 | هو / · شيونغ (الصين) · خ 0–3                          | لم تتأهل                                    | لم تتأهل                             | لم تتأهل        | لم تتأهل     |

مختلط
| اللاعبون                      | الحدث               | دور الـ 32      | دور الـ 16                             | دور ربع النهائي                        | دور نصف النهائي | النهائي / BM    | النهائي / BM |
| اللاعبون                      | الحدث               | المنافس النتيجة | المنافس النتيجة                        | المنافس النتيجة                        | المنافس النتيجة | المنافس النتيجة | الترتيب      |
| ----------------------------- | ------------------- | --------------- | -------------------------------------- | -------------------------------------- | --------------- | --------------- | ------------ |
| لوكاس العربيان كاتيا أوليفيرا | زوجي مختلط فئة XD7  | تقدم تلقائي     | فينغ / · تشو (الصين) · خ 1–3           | لم يتأهل                               | لم يتأهل        | لم يتأهل        | لم يتأهل     |
| لويز مانارا دانييل راون       | زوجي مختلط فئة XD17 | تقدم تلقائي     | إيوابوتشي / · تومونو (اليابان) · ف 3–1 | غرودزين / · بينك (بولندا) · خ 2–3      | لم تتأهل        | لم تتأهل        | لم تتأهل     |
| باولو سالمين برونا ألكسندر    | زوجي مختلط فئة XD17 | تقدم تلقائي     | هانسون / · هاندين (السويد) · ف 3–0     | ديدوخ / · شينكاروفا (أوكرانيا) · خ 0–3 | لم تتأهل        | لم تتأهل        | لم تتأهل     |

## تايكوندو
شاركت البرازيل بستة رياضيين في منافسات الألعاب البارالمبية. تأهل خمسة منهم إلى باريس 2024، بفضل احتلالهم المراكز الستة الأولى في التصنيف البارالمبي في فئتهم. في غضون ذلك، تأهل الرياضي الآخر بعد فوزه بالميدالية الذهبية في فئته، من خلال بطولة التصفيات الأمريكية لعام 2024 في سانتو دومينغو، جمهورية الدومينيكان.
للرجال
| الرياضي       | الحدث   | الدور التمهيدي  | دور الـ16                | ربع النهائي                  | نصف النهائي                  | الملحق          | النهائي / BM                                              | النهائي / BM |
| الرياضي       | الحدث   | المنافس النتيجة | المنافس النتيجة          | المنافس النتيجة              | المنافس النتيجة              | المنافس النتيجة | المنافس النتيجة                                           | الترتيب      |
| ------------- | ------- | --------------- | ------------------------ | ---------------------------- | ---------------------------- | --------------- | --------------------------------------------------------- | ------------ |
| ناثان توركاتو | −63 كجم | —               | تقدم تلقائي              | صادقيانبور (إيران) · ف 22–10 | محمود بوزتك (تركيا) · خ 6–10 | تقدم تلقائي     | مباراة الميدالية البرونزية · أيوب الدويش (المغرب) · خ WDR | 5            |
| كلارو لوبيس   | −80 كجم | تقدم تلقائي     | سباييتش (صربيا) · خ 5–20 | لم يتأهل                     | لم يتأهل                     | لم يتأهل        | لم يتأهل                                                  | لم يتأهل     |

للسيدات
| الرياضية            | الحدث   | الدور التمهيدي  | دور الـ16       | ربع النهائي                | نصف النهائي                 | الملحق                  | النهائي / BM                                                | النهائي / BM |
| الرياضية            | الحدث   | المنافس النتيجة | المنافس النتيجة | المنافس النتيجة            | المنافس النتيجة             | المنافس النتيجة         | المنافس النتيجة                                             | الترتيب      |
| ------------------- | ------- | --------------- | --------------- | -------------------------- | --------------------------- | ----------------------- | ----------------------------------------------------------- | ------------ |
| ماريا إدواردا ستومف | −52 كجم | —               | تقدم تلقائي     | رحيمي (إيران) · خ 4–6      | لم تتأهل                    | تشافدار (تركيا) · خ 6–8 | لم تتأهل                                                    | لم تتأهل     |
| سيلفانا فيرنانديز   | −57 كجم | —               | تقدم تلقائي     | غوفيردهان (نيبال) · ف 10–8 | لي (الصين) · خ 13–17        | تقدم تلقائي             | مباراة الميدالية البرونزية · دوسمالوفا (كازاخستان) · ف 28–3 | الثالث       |
| آنا كارولينا مورا   | −65 كجم | —               | تقدم تلقائي     | غينتزيو (اليونان) · ف 11–7 | داسي (الكاميرون) · ف 21–1   | تقدم تلقائي             | ديالو (فرنسا) · ف 13–7                                      | الأول        |
| ديبورا مينيزيس      | +65 كجم | تقدم تلقائي     | تقدم تلقائي     | مورينو (إسبانيا) · ف 17–15 | نايموفا (أوزبكستان) · خ 3–9 | تقدم تلقائي             | مباراة الميدالية البرونزية · Akermach (المغرب) · خ 15–24    | 5            |

## المبارزة على الكراسي المتحركة
تأهلت سبعة مبارزين على الكراسي المتحركة من البرازيل للمشاركة في منافسات الألعاب البارالمبية التالية.
للرجال
| اللاعب                                          | الحدث                                          | دور الـ32                           | دور الـ16                                  | ربع النهائي                     | نصف النهائي     | إعادة التأهيل 1                      | إعادة التأهيل 2               | إعادة التأهيل 3            | إعادة التأهيل 4             | النهائي / BM    | النهائي / BM |          |
| اللاعب                                          | الحدث                                          | المنافس النتيجة                     | المنافس النتيجة                            | المنافس النتيجة                 | المنافس النتيجة | المنافس النتيجة                      | المنافس النتيجة               | المنافس النتيجة            | المنافس النتيجة             | المنافس النتيجة | الترتيب      |          |
| ----------------------------------------------- | ---------------------------------------------- | ----------------------------------- | ------------------------------------------ | ------------------------------- | --------------- | ------------------------------------ | ----------------------------- | -------------------------- | --------------------------- | --------------- | ------------ | -------- |
| لينيلسون أوليفيرا                               | سيف المبارزة بالكرسي المتحرك - فردي إيبيه أ    | شونوفير (الولايات المتحدة) · خ 7–15 | لم يتأهل                                   | لم يتأهل                        | لم يتأهل        | لم يتأهل                             | لم يتأهل                      | لم يتأهل                   | لم يتأهل                    | لم يتأهل        | لم يتأهل     |          |
| جوفاني غيسوني                                   | سيف المبارزة بالكرسي المتحرك - فردي إيبيه ب    | تقدم تلقائي                         | كاسترو (Refugee Paralympic Team) · ف 15–10 | تشانغ (الصين) · خ 8–15          | لم يتأهل        | تقدم تلقائي                          | بيتر (فرنسا) · ف 15–14        | داتسكو (أوكرانيا) · ف 15–9 | دوبروفسكي (بولندا) · خ 7–15 | لم يتأهل        | لم يتأهل     |          |
| كيفن داماسينو                                   | سيف المبارزة بالكرسي المتحرك - فردي فويل أ     | العكيلي (العراق) · ف 15–12          | أوسفات (المجر) · خ 2–15                    | لم يتأهل                        | لم يتأهل        | كانو (اليابان) · خ 10–15             | لم يتأهل                      | لم يتأهل                   | لم يتأهل                    | لم يتأهل        | لم يتأهل     |          |
| فانديرسون شافيز                                 | سيف المبارزة بالكرسي المتحرك - فردي فويل ب     | —                                   | سيروجينكو (أوكرانيا) · خ 9–15              | لم يتأهل                        | لم يتأهل        | ألدراتي (الأرجنتين) · ف 15–10        | فاليت (فرنسا) · خ 6–15        | لم يتأهل                   | لم يتأهل                    | لم يتأهل        | لم يتأهل     | لم يتأهل |
| جوفاني غيسوني                                   | سيف المبارزة بالكرسي المتحرك - فردي فويل ب     | —                                   | كاسترو (بولندا) · ف 15–2                   | فينغ (الصين) · خ 3–15           | لم يتأهل        | تقدم تلقائي                          | ناومينكو (أوكرانيا) · خ 11–15 | لم يتأهل                   | لم يتأهل                    | لم يتأهل        | لم يتأهل     |          |
| كيفن داماسينو                                   | سيف المبارزة بالكرسي المتحرك - فردي سابر أ     | —                                   | أوسفات (المجر) · خ 7–15                    | لم يتأهل                        | لم يتأهل        | شونوفير (الولايات المتحدة) · ف 15–13 | دي روسي (إيطاليا) · خ 4–15    | لم يتأهل                   | لم يتأهل                    | لم يتأهل        | لم يتأهل     |          |
| لينيلسون أوليفيرا                               | سيف المبارزة بالكرسي المتحرك - فردي سابر أ     | —                                   | ديمتشوك (أوكرانيا) · خ 1–15                | لم يتأهل                        | لم يتأهل        | روسيل (كندا) · خ 4–15                | لم يتأهل                      | لم يتأهل                   | لم يتأهل                    | لم يتأهل        | لم يتأهل     |          |
| فانديرسون شافيز                                 | سيف المبارزة بالكرسي المتحرك - فردي سابر ب     | —                                   | دوبروفسكي (بولندا) · خ 2–15                | لم يتأهل                        | لم يتأهل        | غيسوني (البرازيل) · ف 15–6           | فاليت (فرنسا) · خ 5–15        | لم يتأهل                   | لم يتأهل                    | لم يتأهل        | لم يتأهل     |          |
| جوفاني غيسوني                                   | سيف المبارزة بالكرسي المتحرك - فردي سابر ب     | —                                   | باولوكي (إيطاليا) · خ 11–15                | لم يتأهل                        | لم يتأهل        | شافيز (البرازيل) · خ 6–15            | لم يتأهل                      | لم يتأهل                   | لم يتأهل                    | لم يتأهل        | لم يتأهل     |          |
| فانديرسون شافيز جوفاني غيسوني لينيلسون أوليفيرا | سيف المبارزة بالكرسي المتحرك - فريق إيبيه رجال | —                                   | الولايات المتحدة (USA) · ف 45–24           | العراق (IRQ) · خ 14–45          | لم يتأهل        | لم يتأهل                             | لم يتأهل                      | لم يتأهل                   | لم يتأهل                    | لم يتأهل        | لم يتأهل     |          |
| فانديرسون شافيز كيفن داماسينو جوفاني غيسوني     | سيف المبارزة بالكرسي المتحرك - فريق فويل رجال  | —                                   | الولايات المتحدة (USA) · ف 45–41           | بريطانيا العظمى (GBR) · خ 17–45 | لم يتأهل        | لم يتأهل                             | لم يتأهل                      | لم يتأهل                   | لم يتأهل                    | لم يتأهل        | لم يتأهل     |          |

للسيدات
| اللاعبة                                     | الحدث                                           | دور الـ32                             | دور الـ16                     | ربع النهائي     | نصف النهائي     | إعادة التأهيل 1                       | إعادة التأهيل 2           | إعادة التأهيل 3 | إعادة التأهيل 4 | النهائي / BM    | النهائي / BM |          |
| اللاعبة                                     | الحدث                                           | المنافس النتيجة                       | المنافس النتيجة               | المنافس النتيجة | المنافس النتيجة | المنافس النتيجة                       | المنافس النتيجة           | المنافس النتيجة | المنافس النتيجة | المنافس النتيجة | الترتيب      |          |
| ------------------------------------------- | ----------------------------------------------- | ------------------------------------- | ----------------------------- | --------------- | --------------- | ------------------------------------- | ------------------------- | --------------- | --------------- | --------------- | ------------ | -------- |
| كارمينها أوليفيرا                           | سيف المبارزة بالكرسي المتحرك - فردي إيبيه أ     | تايلور (الولايات المتحدة) · خ 5–15    | لم تتأهل                      | لم تتأهل        | لم تتأهل        | لم تتأهل                              | لم تتأهل                  | لم تتأهل        | لم تتأهل        | لم تتأهل        | لم تتأهل     |          |
| رايسا فيراس                                 | سيف المبارزة بالكرسي المتحرك - فردي إيبيه أ     | إسحاقسون (الولايات المتحدة) · ف 15–12 | فيدريش (بولندا) · خ 11–15     | لم تتأهل        | لم تتأهل        | بروس (أوكرانيا) · خ 5–15              | لم تتأهل                  | لم تتأهل        | لم تتأهل        | لم تتأهل        | لم تتأهل     |          |
| مونیکا سانتوس                               | سيف المبارزة بالكرسي المتحرك - فردي إيبيه ب     | —                                     | تشو (كوريا الجنوبية) · خ 1–15 | لم تتأهل        | لم تتأهل        | جيديس (الولايات المتحدة) · خ 14–15    | لم تتأهل                  | لم تتأهل        | لم تتأهل        | لم تتأهل        | لم تتأهل     |          |
| كارمينها أوليفيرا                           | سيف المبارزة بالكرسي المتحرك - فردي فويل أ      | دلافويبيير (فرنسا) · خ 5–15           | لم تتأهل                      | لم تتأهل        | لم تتأهل        | لم تتأهل                              | لم تتأهل                  | لم تتأهل        | لم تتأهل        | لم تتأهل        | لم تتأهل     |          |
| مونیکا سانتوس                               | سيف المبارزة بالكرسي المتحرك - فردي فويل ب      | —                                     | خيتسورياني (جورجيا) · خ 13–15 | لم تتأهل        | لم تتأهل        | تقدم تلقائي                           | دولوه (أوكرانيا) · خ 8–15 | لم تتأهل        | لم تتأهل        | لم تتأهل        | لم تتأهل     | لم تتأهل |
| كارمينها أوليفيرا                           | سيف المبارزة بالكرسي المتحرك - فردي سابر أ      | ناكبراسيت (تايلاند) · ف 15–7          | هاجماشي (المجر) · خ 2–15      | لم تتأهل        | لم تتأهل        | كوليس-ماكن (بريطانيا العظمى) · خ 0–15 | لم تتأهل                  | لم تتأهل        | لم تتأهل        | لم تتأهل        | لم تتأهل     |          |
| رايسا فيراس                                 | سيف المبارزة بالكرسي المتحرك - فردي سابر أ      | زو (الصين) · خ 3–15                   | لم تتأهل                      | لم تتأهل        | لم تتأهل        | لم تتأهل                              | لم تتأهل                  | لم تتأهل        | لم تتأهل        | لم تتأهل        | لم تتأهل     |          |
| مونیکا سانتوس                               | سيف المبارزة بالكرسي المتحرك - فردي سابر ب      | —                                     | جانا (تايلاند) · خ 2–15       | لم تتأهل        | لم تتأهل        | لوثيان (كندا) · ف 15–14               | باتسك (بولندا) · خ 7–15   | لم تتأهل        | لم تتأهل        | لم تتأهل        | لم تتأهل     | لم تتأهل |
| كارمينها أوليفيرا مونیکا سانتوس رايسا فيراس | سيف المبارزة بالكرسي المتحرك - فريق إيبيه سيدات | —                                     | الصين (CHN) · خ 23–45         | لم تتأهل        | لم تتأهل        | لم تتأهل                              | لم تتأهل                  | لم تتأهل        | لم تتأهل        | لم تتأهل        | لم تتأهل     |          |
| كارمينها أوليفيرا مونیکا سانتوس رايسا فيراس | سيف المبارزة بالكرسي المتحرك - فريق فويل سيدات  | —                                     | فرنسا (FRA) · خ 29–45         | لم تتأهل        | لم تتأهل        | لم تتأهل                              | لم تتأهل                  | لم تتأهل        | لم تتأهل        | لم تتأهل        | لم تتأهل     |          |

## كرة مضرب الكراسي المتحركة
تأهلت ثلاثة لاعبين من البرازيل للتنس على الكراسي المتحركة من خلال التصنيف العالمي للاتحاد الدولي للتنس اعتبارًا من 15 يوليو 2024. تم الإعلان عن القائمة الكاملة في 18 يوليو 2024.
للرجال
| الرياضي                         | الحدث       | الدور 64                             | الدور 32                                       | الدور 16                                       | ربع النهائي                                  | نصف النهائي                                             | النهائي / BM                                                                       | النهائي / BM |
| الرياضي                         | الحدث       | المنافس النتيجة                      | المنافس النتيجة                                | المنافس النتيجة                                | المنافس النتيجة                              | المنافس النتيجة                                         | المنافس النتيجة                                                                    | الترتيب      |
| ------------------------------- | ----------- | ------------------------------------ | ---------------------------------------------- | ---------------------------------------------- | -------------------------------------------- | ------------------------------------------------------- | ---------------------------------------------------------------------------------- | ------------ |
| غوستافو كارنيرو                 | فردي الرجال | سيخوسانا (جنوب إفريقيا) · خ 4–6، 5–7 | لم يتأهل                                       | لم يتأهل                                       | لم يتأهل                                     | لم يتأهل                                                | لم يتأهل                                                                           | لم يتأهل     |
| دانيال رودريغيس                 | فردي الرجال | ويكس (أستراليا) · ف 6–0، 6–1         | راتزلاف (الولايات المتحدة) · ف 6–2، 7–6(7–2)   | توكيتو أودا (اليابان) · خ 0–6، 1–6             | لم يتأهل                                     | لم يتأهل                                                | لم يتأهل                                                                           | لم يتأهل     |
| غوستافو كارنيرو دانيال رودريغيس | زوجي الرجال | —                                    | باركر / · ويكس (أستراليا) · ف 7–5، 2–6، [10–8] | أراي / · سانادا (اليابان) · ف 4–6، 7–5، [10–7] | كاتانيو / · ستيفان هودت (فرنسا) · خ 3–6، 0–6 | لم يتأهل                                                | لم يتأهل                                                                           | لم يتأهل     |
| لياندرو بينا                    | فردي الكواد | —                                    | —                                              | رامفادي (جنوب إفريقيا) · ف 2–6، 7–5، 6–1       | شرودر (هولندا) · خ 1–6، 2–6                  | لم يتأهل                                                | لم يتأهل                                                                           | لم يتأهل     |
| يمانيتو سيلفا                   | فردي الكواد | —                                    | —                                              | شو (كندا) · خ 2–6، 1–6                         | لم يتأهل                                     | لم يتأهل                                                | لم يتأهل                                                                           | لم يتأهل     |
| لياندرو بينا يمانيتو سيلفا      | زوجي الكواد | —                                    | —                                              | —                                              | ألتينيل / · كابلان (تركيا) · ف 6–2، 6–1      | أندرو لابثورني / · سلايد (بريطانيا العظمى) · خ 1–6، 5–7 | مباراة الميدالية البرونزية · رامفادي / · سيثول (جنوب إفريقيا) · خ 2–6، 7–5، [8–10] | 4            |